# Attacco di Pearl Harbor
L'Attacco di Pearl Harbor (nome in codice operazione Z, ma conosciuto anche come operazione Hawaii o operazione AI) avvenne alle prime luci dell'alba di domenica 7 dicembre 1941, condotto da una flotta di portaerei, corazzate, incrociatori e altre navi della Marina imperiale giapponese contro la Flotta del Pacifico degli Stati Uniti e le installazioni militari statunitensi di Pearl Harbor, sull'isola di Oahu, nell'arcipelago delle Hawaii.
L'operazione fu attuata in assenza della dichiarazione di guerra giapponese, che si riuscì a formalizzare soltanto ad attacco iniziato a causa di ritardi nella decrittazione del testo in codice da parte dell'ambasciata nipponica: l'attacco provocò l'ingresso nella seconda guerra mondiale degli Stati Uniti, e un seguente internamento dei giapponesi ivi presenti, dove si diffuse nell'opinione pubblica un forte sentimento di riprovazione e di odio verso il Giappone per quello che il presidente Franklin Delano Roosevelt definì, nel suo discorso alla nazione, come Day of infamy ("Giorno dell'infamia").
L'attacco fu concepito e guidato dall'ammiraglio Isoroku Yamamoto - il quale si trovava però nella baia di Hiroshima a bordo della nave da battaglia Nagato - con lo scopo di distruggere la flotta statunitense del Pacifico. L'operazione fu un successo tattico notevole; tuttavia gli aerei giapponesi non poterono colpire le portaerei americane non presenti in porto al momento dell'attacco e rinunciarono a bombardare i depositi di carburante e l'arsenale della base. I danni inflitti alla flotta del Pacifico comunque furono pesanti: una corazzata saltò in aria, una si capovolse, altre tre furono affondate; molte altre navi furono colpite. Questi successi permisero al Giappone di ottenere il controllo momentaneo sul Pacifico e aprirono la strada alle successive vittorie nipponiche, prima che gli Stati Uniti riuscissero ad allestire una flotta in grado di contrastare quella giapponese.

## Premesse

### L'espansionismo giapponese
La politica espansionistica giapponese in Asia, iniziata nel 1931 con l'occupazione della Manciuria e proseguita nel 1937 con l'invasione della Cina, deteriorò i rapporti tra il paese del Sol Levante e gli Stati Uniti; il presidente Franklin Delano Roosevelt fin dal cosiddetto "Discorso della Quarantena" del 5 ottobre 1937 a Chicago dimostrò la sua volontà politica di opporsi ai paesi aggressori sia in Europa sia in Asia.
Dopo lo scoppio della guerra in Europa il Presidente, pur mantenendo la neutralità formale, decise di sostenere materialmente il Regno Unito, e contemporaneamente si oppose alla volontà giapponese di estendere il proprio dominio in Asia. Con l'Export Control Act del luglio 1940, Roosevelt impose un primo embargo sui rifornimenti di benzina avio ad alto numero di ottano, lubrificanti, acciaio e rottami di ferro diretti in Giappone, mentre il 3 settembre gli Stati Uniti consegnarono cinquanta vecchi cacciatorpediniere alla Royal Navy per rafforzare il suo sistema di convogli nella battaglia dell'Atlantico, in cambio del diritto di installare basi militari nel sud-est asiatico in territorio coloniale britannico. Il 22 settembre 1940 il Giappone, nonostante questi avvertimenti da parte degli Stati Uniti, riprese la sua spinta aggressiva e impose al governo francese di Vichy la "convenzione di Hanoi" che concedeva all'Impero del Sol Levante il diritto di installare basi aeree nel Tonchino e di attraversare con truppe e rifornimenti il territorio indocinese per raggiungere il fronte cinese.

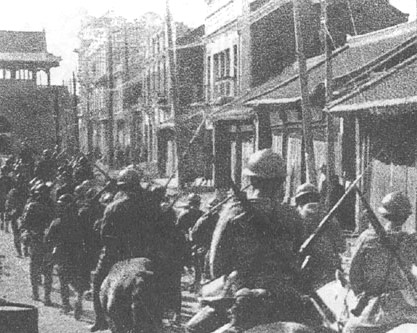
Truppe giapponesi entrano a Mukden, in Manciuria, nel settembre 1931

Nei mesi seguenti il Giappone si avvicinò ulteriormente alle potenze dell'Asse, firmando il 27 settembre 1940 il patto tripartito, considerato da Tokyo soprattutto un mezzo di pressione per frenare l'aggressività statunitense. Inoltre furono condotte ulteriori trattative con la Germania e il ministro degli Esteri nipponico Yōsuke Matsuoka intraprese un importante viaggio in Europa, durante il quale incontrò in marzo 1941 Adolf Hitler, che sollecitò una spinta offensiva giapponese verso sud contro le potenze anglosassoni, ma non informò il diplomatico dei progetti tedeschi di offensiva generale contro l'Unione Sovietica. Quindi Matsuoka, ignaro dei piani tedeschi, in aprile si incontrò a Mosca con Iosif Stalin e Vjačeslav Michajlovič Molotov e, dopo difficili trattative, firmò il 13 aprile su istruzione di Tokyo un trattato di non aggressione con l'Unione Sovietica che riduceva la pressione sovietica sulla Manciuria e liberava forze nipponiche per la spinta verso sud.
Mentre nella prima metà del 1941 il presidente Roosevelt, pur rafforzando il sostegno dato alla Cina, si concentrò principalmente sulla guerra in Europa e nell'Atlantico, potenziando gli aiuti al Regno Unito sulla base della Legge degli affitti e prestiti dell'11 marzo 1941 (prima manifestazione di quello che dopo l'impegno nella guerra sarebbe diventato il concetto strategico fondamentale del Germany First: nemico principale da sconfiggere la Germania), l'inizio dell'operazione Barbarossa il 22 giugno provocò una svolta della situazione generale e impose scelte decisive anche alla dirigenza giapponese.
Nella riunione di collegamento del 25 giugno, con la presenza del primo ministro Fumimaro Konoe, del ministro degli esteri Matsuoka e dei capi di stato maggiore della Marina imperiale giapponese, ammiraglio Osami Nagano, e dell'esercito imperiale, generale d'armata Hajime Sugiyama, e poi in quella decisiva del 2 luglio, i capi politico-militari del Giappone mostrarono dubbi sulla vittoria totale della Germania contro l'Unione Sovietica. Essi quindi adottarono, nonostante il parere di Matsuoka e della fazione dell'esercito legata all'Armata del Kwantung a favore dell'intervento in Estremo Oriente contro i sovietici, il piano di espansione nel sud-est asiatico. Il cosiddetto "progetto di politica nazionale", approvato dall'imperatore Hirohito lo stesso giorno, prevedeva di non intervenire nella guerra tedesco-sovietica, ma di estendere il dominio giapponese a sud per acquisire importanti materie prime strategiche, isolare completamente la Cina e creare la "sfera di co-prosperità della Grande Asia orientale".
Nelle settimane seguenti si succedettero nuove riunioni tra i capi politico-militari giapponesi. Di fronte ai continui successi tedeschi, Matsuoka, l'ambasciatore a Berlino Hiroshi Ōshima e alcuni ufficiali tornarono a proporre un intervento contro l'Unione Sovietica, sollecitati in questo senso anche dalle pressioni del ministro degli Esteri tedesco Joachim von Ribbentrop, ma Konoe e i capi di stato maggiore confermarono la loro decisione favorevole alla spinta verso sud. Matsuoka venne destituito il 16 luglio, Konoe formò un nuovo governo il 21 luglio con il generale Hideki Tōjō ministro della Guerra, e il 24 luglio le truppe giapponesi iniziarono a penetrare in Cocincina, occupando la baia di Cam Ranh e Saigon.
Il 26 luglio 1941 gli Stati Uniti, in risposta all'invasione giapponese dell'Indocina meridionale, dichiararono l'embargo su tutti i prodotti petroliferi, sui metalli e su altre merci strategiche e il congelamento di tutti i beni giapponesi nel proprio territorio, seguiti in questo dal Regno Unito e dal governo olandese in esilio a Londra, vietando inoltre alle imbarcazioni giapponesi il transito attraverso il canale di Panamá. L'embargo petrolifero fu rigidamente rispettato. Il provvedimento di embargo mise in grave difficoltà i dirigenti nipponici; l'ammiraglio Nagano, durante un incontro con l'Imperatore il 31 luglio, si mostrò pessimista sulla possibilità di sconfiggere gli Stati Uniti, ma evidenziò che le riserve di petrolio sarebbero durate solo due anni e in caso di guerra un anno e mezzo, sottolineando quindi la necessità di iniziare la guerra al più presto. Inoltre uno studio del Ministero della Guerra calcolò che le scorte di petrolio si sarebbero comunque esaurite prima dei tre anni ritenuti necessari per portare a termine la campagna in Cina, il che rendeva decisivo impadronirsi delle risorse energetiche delle Indie orientali olandesi.
Anche in caso di danneggiamento degli impianti petroliferi i giapponesi ritenevano di poterli rimettere in funzione prima dell'esaurimento delle scorte, consentendo di completare la conquista della Cina. Impadronendosi di tutta quella regione, compresa la Malacca, il Giappone sarebbe anche entrato in possesso dei quattro quinti della produzione mondiale di gomma e dei due terzi della produzione di stagno, il che avrebbe provocato un duro colpo per i suoi avversari.
Qualora gli Stati Uniti non avessero voluto recedere dalla loro decisione, il Giappone avrebbe dovuto scegliere fra due alternative: lasciar cadere tutte le sue ambizioni, con il forte rischio di rivolte interne, o impadronirsi con la forza del petrolio necessario per combattere una lunga guerra contro le potenze occidentali. Continuando la campagna in Cina, ma rinunciando all'Indocina come richiesto dagli Stati Uniti e dalle altre potenze europee, sarebbe stato possibile mitigare gli effetti dell'embargo; ma adottare una situazione del genere avrebbe significato indebolirsi e quindi vedere ridotta la propria capacità di resistere ad ulteriori pretese statunitensi.
Ai primi di agosto nel corso di una nuova serie di riunioni di collegamento tra i dirigenti giapponesi venne definitivamente abbandonato il progetto offensivo contro l'Unione Sovietica e deciso di intensificare i preparativi di guerra contro le potenze anglosassoni, continuando contemporaneamente le trattative con gli Stati Uniti nella speranza di ottenere il ritiro dell'embargo in cambio di limitate concessioni da parte del Sol Levante, senza pregiudicare le conquiste in Cina e in Indocina. A questo scopo il 17 agosto venne presentata a Washington la proposta di un incontro al vertice fra Konoe e il presidente Roosevelt per un chiarimento definitivo.
Nel frattempo, tuttavia, il limitato potenziamento delle flotte e delle forze aeree e terrestri anglosassoni nel Pacifico e nel Sud-Est asiatico, iniziato nell'estate 1941, accrebbe l'apprensione dei comandi nipponici nei riguardi di un possibile intervento diretto anglo-americano. Inoltre la scelta di Pearl Harbor come base operativa per la flotta statunitense del Pacifico venne considerata dai giapponesi come una minaccia, e le Hawaii divennero per i giapponesi un obiettivo di grande importanza strategica.

### L'ideazione del piano d'attacco
Percorso della flotta giapponese
     USS Enterprise
     USS Lexington

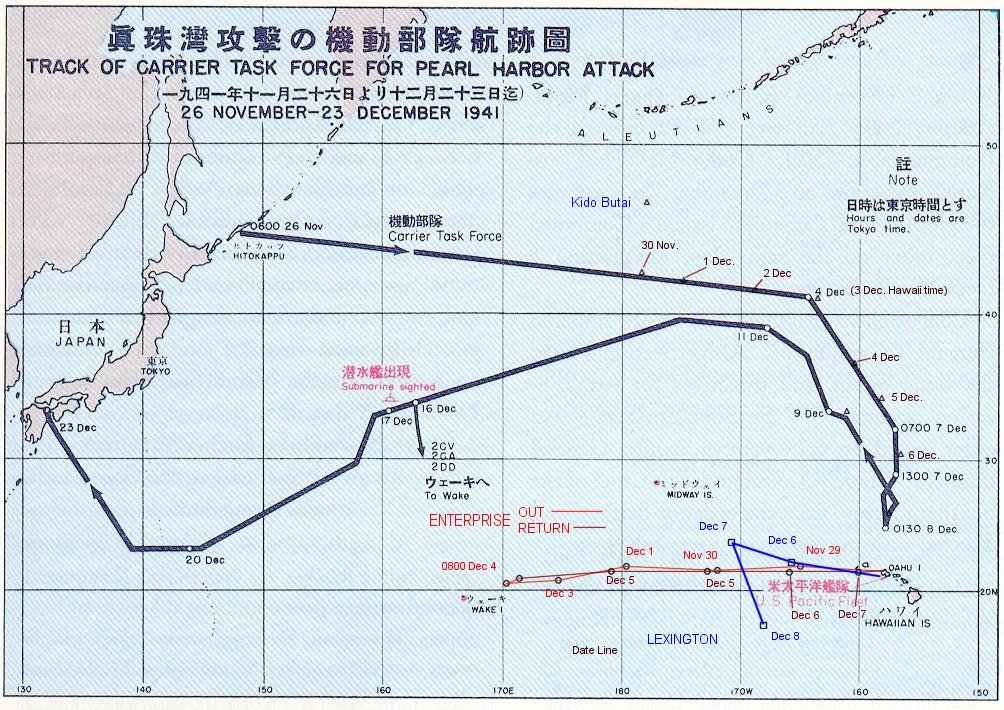
Rotta seguita dalla flotta aeronavale giapponese per l'attacco a Pearl Harbor e successivo rientro in patria.
Percorso della flotta giapponese

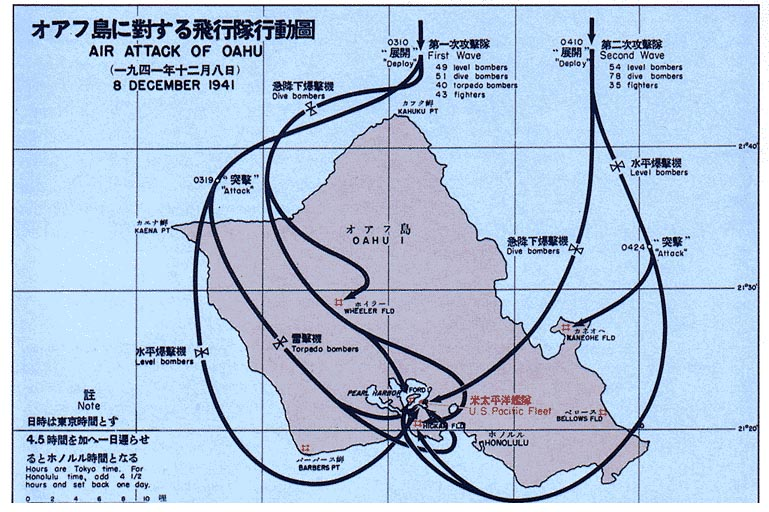
Movimenti delle due ondate di aerei giapponesi su Pearl Harbor, a sinistra il percorso della prima ondata e a destra il percorso della seconda

Indipendentemente dagli sviluppi politico-diplomatici e dall'andamento delle trattative con gli statunitensi, lo stato maggiore della Marina giapponese aveva iniziato a pianificare un possibile attacco alle Hawaii fin dalla primavera del 1940, allorché il vice-ammiraglio Isoroku Yamamoto era stato promosso ammiraglio e nominato comandante in capo della "Flotta combinata". All'inizio del 1941 l'ammiraglio, coadiuvato dal contrammiraglio Takijirō Ōnishi, presentò un primo progetto dettagliato per la cosiddetta "operazione Hawaii": l'attacco a sorpresa alla base statunitense di Pearl Harbor.
Yamamoto, cosciente della superiorità di risorse materiali e industriali degli Stati Uniti nel caso di conflitto prolungato, riteneva indispensabile sferrare un colpo decisivo alla flotta principale statunitense per "decidere l'esito della guerra fin dal primo giorno". L'ammiraglio prevedeva di attaccare con l'intera flotta delle portaerei pesanti giapponesi, che si sarebbero avvicinate alle Hawaii dopo essersi rifornite di carburante in mare. In un primo momento Yamamoto considerò anche la possibilità di effettuare un attacco quasi suicida di "sola andata" (katamechi kogami) con decollo degli aerei a grande distanza con eventuali ammaraggi d'emergenza, ma questi progetti vennero poi abbandonati a favore del piano del comandante Minoru Genda e del contrammiraglio Ōnishi, esperti di tecnica aeronavale, che proposero di sferrare l'attacco dopo essersi avvicinati con le portaerei il più possibile alla base di Pearl Harbor, per attaccare con bombardieri e aerosiluranti, cercando soprattutto di affondare le portaerei nemiche.
Dopo il successo riportato dai britannici a Taranto nella notte fra l'11 ed il 12 novembre 1940, nel corso del quale la Regia Marina subì gravi perdite ad opera degli aerosiluranti britannici, gli ufficiali dell'aviazione navale giapponese decisero di pianificare un attacco con velivoli decollati da portaerei per distruggere la flotta statunitense. Il piano giapponese prevedeva un attacco concentrato con l'impiego di bombardieri in picchiata, d'alta quota e aerosiluranti che furono dotati di siluri modificati in grado di colpire bersagli anche in acque poco profonde, come quelle del porto di Pearl Harbor.
La marina giapponese disponeva di informazioni dettagliate della base di Pearl Harbor, dal momento che le installazioni erano visibili dalla città e che era possibile compiere sorvoli della zona. Quindi a Tokyo si conoscevano le navi e gli aerei di stanza alla base, i loro programmi, i loro movimenti. Per poter identificare meglio gli obiettivi, i giapponesi suddivisero Pearl Harbor in cinque diverse zone: A (Ford Island e l'arsenale marittimo); B (l'area nord-occidentale di Ford Island); C (East Lock); D (Middle Lock) ed E (West Lock).
Per punto di raccolta della flotta di attacco aeronavale fu scelta la baia di Hitokappu (Tankan Bay), situata di fronte all'isola di Iturup, nelle Curili del sud. L'isola era poco abitata e le proibitive condizioni atmosferiche avrebbero potuto mascherare anche un grande raggruppamento di navi da guerra. Inoltre la zona era poco frequentata da naviglio commerciale.
Per ridurre le probabilità di intercettazione da parte di imbarcazioni mercantili e/o ricognitori aerei, l'ammiraglio Yamamoto scelse inoltre la rotta più lunga: anziché scegliere la via più breve, attraverso le isole Midway, o quella più meridionale, a nord dell'arcipelago delle isole Marianne, decise di far risalire verso nord la flotta dal Giappone fino alle Curili per poi piegare verso sud-est e giungere sull'obiettivo da nord. Pur comportando la necessità di rifornimenti in mare, questo tragitto presentava il vantaggio di non incrociare rotte mercantili e riduceva il rischio di avvistamento da parte delle pattuglie aeree da ricognizione statunitensi.
Insieme a questa operazione Yamamoto organizzò la contemporanea conquista delle basi statunitensi poste sull'atollo di Wake. L'isola fu attaccata dai giapponesi l'8 dicembre 1941 e da questi occupata il 23 dello stesso mese. La conquista di queste basi, oltre all'attacco a Pearl Harbor, aveva lo scopo di tenere lontane le forze statunitensi dal teatro di operazioni del sud-est asiatico dove i giapponesi contavano di occupare le Filippine, Hong Kong, la Malaysia, le Indie orientali olandesi, Singapore e la Birmania e di impadronirsi delle necessarie materie prime; sarebbero stati conquistati anche i possedimenti britannici e olandesi e la Cina, dopo l'invasione dell'Indocina e della Birmania, sarebbe stata isolata dai suoi alleati anglosassoni. Quando gli statunitensi si fossero ripresi dal colpo ed avessero ricostituito la loro flotta del Pacifico, i giapponesi avrebbero già consolidato le loro posizioni nei paesi occupati e la loro macchina bellica sarebbe stata in grado di respingere i tentativi di controffensiva anglo-americana.

### Il fallimento delle trattative

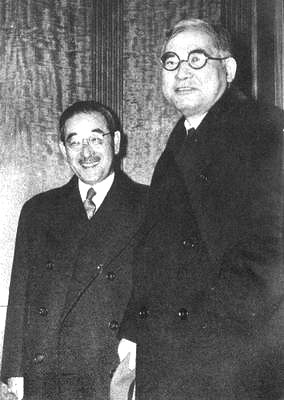
I negoziatori giapponesi durante le estenuanti trattative con gli statunitensi prima dell'attacco di Pearl Harbor: a sinistra l'inviato speciale Kurusu, a destra l'ambasciatore a Washington Nomura

Le trattative fra Giappone e Stati Uniti per risolvere i contrasti politici erano iniziate nella primavera del 1941 ed erano proseguite con difficoltà a causa delle iniziative aggressive nipponiche e delle decisioni politico-militari anglo-americane. Questi colloqui avevano preso avvio su iniziativa personale di due missionari cattolici, il vescovo James E. Walsh e padre James Drought che, con l'intermediazione del finanziere Lewis Strauss, ebbero il 23 gennaio 1941 un colloquio con il presidente Roosevelt e il segretario di Stato Cordell Hull nel corso del quale proposero una cosiddetta "Dottrina Monroe per l'Estremo Oriente". Questo progetto assegnava una posizione egemonica in Asia al Giappone ma prevedeva il distacco del Sol Levante dalle altre potenze del Tripartito ed una stretta collaborazione con Stati Uniti e Cina in funzione anticomunista. Questa cosiddetta "Diplomazia della porta di servizio" (Backdoor diplomacy) proseguì, nonostante i forti dubbi di Roosevelt e Hull, con la partecipazione del ministro delle finanze giapponese Tadao Ikawa e del funzionario del ministero dell'Esteri statunitense Joseph W. Ballantine e si concretizzò il 9 aprile con la stesura, opera principalmente di padre Drought e Ikawa, del cosiddetto Draft understanding ("Bozza d'intesa") che sarebbe rimasto fino alla fine la base concreta su cui si sarebbero sviluppate le trattative ufficiali condotte a livello di ambasciatori.
I protagonisti delle trattative furono infatti l'ambasciatore giapponese a Washington Kichisaburō Nomura, coadiuvato nella fase finale dall'inviato speciale Saburō Kurusu, e l'ambasciatore statunitense a Tokyo Joseph Grew. Per settimane si succedettero proposte, varianti e controproposte ma nonostante gli sforzi dei diplomatici le trattative non fecero progressi di fronte alla decisione di Roosevelt e Hull di mantenere l'embargo come mezzo di pressione e di continuare a sostenere la Cina, ed alla volontà dei dirigenti giapponesi di ottenere la revoca delle sanzioni solo con limitate concessioni senza rinunciare ai progetti espansionisti, non escludendo anche la guerra.
Il 6 settembre, dopo il rifiuto del presidente Roosevelt ad incontrarsi con il principe Konoe a Honolulu o a Juneau, si tenne una nuova conferenza della dirigenza giapponese in cui per la prima volta vennero stabilite delle scadenze precise per la riuscita od il fallimento delle trattative. Sempre più preoccupati per gli effetti dell'embargo petrolifero, i capi nipponici decisero di completare i piani bellici e parallelamente di intensificare gli sforzi per giungere ad un accordo con gli Stati Uniti entro il 6 ottobre. Il fallimento dei nuovi colloqui tra Nomura e Hull impose una nuova conferenza a Tokyo il 12 ottobre durante la quale il generale Tōjō chiese, a nome dei capi militari, di prendere una decisione a favore della guerra, mentre il principe Konoe non si volle assumere una tale responsabilità e preferì dimettersi il 16 ottobre. Gli succedette così come capo del governo lo stesso generale Tōjō, che mantenne il dicastero della Guerra e assunse anche quello degli Interni.
Il nuovo gabinetto Tōjō, pressato dai capi dell'esercito (generali Sugiyama e Osamu Tsukada) e della marina (ammiragli Shigetarō Shimada, Osami Nagano e Seiichi Itō) decisi ad imporre una data limite definitiva per le trattative dopo la quale si sarebbe dovuto automaticamente dare inizio alla guerra, decise il 1º novembre di fare un ultimo tentativo diplomatico, presentando un progetto di accordo in due varianti (piano "A" e piano "B") e stabilendo il 30 novembre come ultimo giorno utile per la conclusione positiva dei negoziati. Nella riunione venne inoltre deciso che in caso di fallimento le ostilità sarebbero iniziate intorno al 5 dicembre; il 3 novembre la marina imperiale approvò in via definitiva l'operazione Hawaii contro Pearl Harbor e venne stabilito il 26 novembre come giorno della partenza della flotta d'attacco.
Il 10 novembre 1941 l'ambasciatore Nomura presentò al presidente Roosevelt il progetto "A" che prevedeva una sospensione dell'embargo statunitense in cambio dell'interruzione di mosse aggressive giapponesi e della promessa del ritiro dalla Cina entro 25 anni. Gli statunitensi, i cui servizi segreti già da oltre un anno avevano scoperto il modo di decrittare i messaggi scambiati fra il Ministero degli Esteri giapponese e le sue ambasciate all'estero (che venivano criptati con il sistema chiamato Purple code), conoscevano già il contenuto del piano e sapevano che il Giappone aveva in serbo un'altra proposta di riserva; inoltre Roosevelt e Hull ritennero del tutto insufficiente il progetto "A".
Il 16 novembre giunse a Washington l'inviato speciale Kurusu per affiancare Nomura nella fase decisiva dei negoziati ed i due diplomatici il 20 novembre consegnarono a Hull il progetto "B", l'ultima proposta giapponese che prevedeva il ristabilimento delle relazioni commerciali tra i due paesi, la collaborazione in Asia, il sostegno statunitense ad un accordo tra Giappone e Cina nonché il ritiro del Sol Levante dall'Indocina. Hull, già a conoscenza di questi dettagli, si mostrò rigido e criticò il progetto, attaccando la collaborazione tra giapponesi e tedeschi e paragonando il comportamento nipponico in Cina a quello del Terzo Reich in Europa.
Il pomeriggio del 26 novembre (in quel momento la flotta di attacco a Pearl Harbor era già partita dal punto di incontro della baia di Hitokappu) gli Stati Uniti presentarono la loro controproposta finale per raggiungere un modus vivendi (la cosiddetta Hull note), in cui veniva richiesto al Giappone, in cambio della ripresa delle relazioni commerciali, non solo l'evacuazione dell'Indocina, ma anche della Cina, l'abbandono dei governi satelliti di Mukden e Nanchino e un accordo nippo-americano che neutralizzasse le clausole del patto tripartito. I dirigenti statunitensi erano consapevoli della difficile situazione diplomatica e dei rischi di guerra: il 27 novembre il segretario alla Marina Frank Knox diramò un "preavviso di guerra" ai capi della U.S. Navy, mettendo in guardia sulla possibilità di un imminente attacco giapponese.

### Gli ultimi giorni
Le clausole contenute nella Hull note convinsero Kurusu e Nomura dell'impossibilità di trovare un accordo e il governo di Tokyo comunicò loro che non sarebbe stata accettata "l'umiliante proposta americana" e che presto sarebbe stata inviata la risposta ufficiale e definitiva del Giappone. Dopo un'ultima serie di conferenze al vertice, il 1º dicembre si svolse l'incontro decisivo, alla presenza dell'imperatore Hirohito che, dopo discussioni approfondite tra i partecipanti, diede il suo consenso alla guerra contro gli Stati Uniti e i suoi alleati; venticinque ore dopo venne quindi inviato alla squadra navale in navigazione il messaggio in codice di conferma dell'attacco contro Pearl Harbor.
Ormai cosciente dell'evoluzione sempre più minacciosa della situazione nel Pacifico, il presidente Roosevelt decise, durante la riunione di gabinetto del 2 dicembre di inviare una lettera personale all'imperatore Hirohito in cui con accenti amichevoli fece appello al sovrano giapponese per ricercare insieme la pace in nome dell'antica amicizia tra i due popoli. Tuttavia il messaggio venne inviato all'ambasciatore Grew solo nella serata del 6 dicembre, quando già era in corso l'evacuazione del personale dell'ambasciata giapponese e la distruzione dei codici segreti; era inoltre arrivata la prima parte della nota definitiva del Sol Levante.
Infatti, dopo alcune discussioni tra i capi politico-militari, il ministro degli Esteri Tōgō inviò all'ambasciata di Washington tra le ore 22:10 e 01:50 della notte del 7 dicembre le tredici parti del documento finale, inteso come vera e propria dichiarazione di guerra. Alle ore 03:00 venne trasmessa la quattordicesima e ultima parte e alle 04:28 venne infine comunicato all'ambasciatore Nomura che il documento avrebbe dovuto essere consegnato alle ore 13:00 dello stesso giorno, corrispondenti alle 07:30 delle isole Hawaii. L'importanza del tempo di consegna era determinata dalla volontà giapponese di sferrare l'attacco mezz'ora dopo la consegna della dichiarazione di guerra per beneficiare al massimo del fattore sorpresa.
In realtà, per una serie di contrattempi ed a causa delle lungaggini imposte dal sistema di decrittazione della dichiarazione di guerra, Nomura riuscì a consegnare il documento ufficiale a Cordell Hull solo alle 14:20, ora di Washington, quando le bombe degli aerosiluranti e dei bombardieri giapponesi cadevano già da oltre mezz'ora sulle navi statunitensi ancorate a Pearl Harbor. Cordell Hull, durante il colloquio con Nomura e Kurusu, finse di non conoscere il contenuto del documento e, già informato dell'attacco alle Hawaii, diede segno di grande irritazione accusando il Giappone di insincerità e travisamento della verità prima di congedare bruscamente i due diplomatici.
Anche questo lungo messaggio finale era stato infatti intercettato dai servizi statunitensi preposti alla decodificazione mediante il sistema Magic, l'ONI (Office of Naval Intelligence) della marina guidato dal comandante Alvin Kramer, e l'ufficio G-2 dell'esercito, guidato dal tenente colonnello Rufus Bratton. Il comandante Kramer, preposto al turno di servizio, si accorse dell'importanza del lungo documento giapponese ed anche della possibile minaccia sulle Hawaii, e dalle ore 21:00 del 6 dicembre, dopo la decifrazione delle prime tredici parti, prima allertò il segretario alla Marina Knox e poi si recò alla Casa Bianca per consegnare il testo. Invece il tenente colonnello Bratton consegnò il documento decifrato tra le 22:00 e le 23:00 a Cordell Hull, al segretario alla Guerra Henry Stimson e al generale Marshall (capo di stato maggiore dell'esercito). Nella mattinata i massimi dirigenti statunitensi vennero a conoscenza, attraverso Kramer e Bratton, anche dell'ultima parte del documento giapponese. Roosevelt e i suoi collaboratori, dopo la lettura del testo intorno alle ore 11:00 del 7 dicembre, ritennero imminente la guerra ma solo il generale Marshall prese l'iniziativa, dopo le ore 11:25, di diramare un allarme generale a tutti i teatri di guerra, comprese le Hawaii, ma con particolare riguardo per le Filippine. Tuttavia, errori burocratici e formalità tecniche vanificarono e ritardarono anche questo allarme che raggiunse il generale Walter Short a Pearl Harbor solo dopo l'inizio dell'attacco giapponese.

## Le forze in campo

### Le forze d'attacco giapponesi
La flotta destinata all'attacco di Pearl Harbor era costituita da due divisioni navali: la forza di attacco e quella di scorta. La prima, agli ordini del viceammiraglio Chūichi Nagumo, consisteva nelle sei portaerei Akagi (nave ammiraglia), Kaga, Soryu, Hiryu, Shokaku e Zuikaku, con a bordo un totale di 389 velivoli tra bombardieri d'alta quota, bombardieri in picchiata, aerosiluranti e caccia, oltre a vari ricognitori: 350 apparecchi furono destinati all'incursione vera e propria, mentre 39 ebbero l'incarico di riserva e protezione delle portaerei, con schedulazione di pattugliamenti che avrebbero dovuto coprire la squadra navale in caso di contrattacchi delle forze statunitensi. Quella di scorta era composta da due corazzate, due incrociatori pesanti, nove cacciatorpediniere, tre sommergibili e otto navi cisterna per il rifornimento delle due flotte in mare. Inoltre una flotta di sommergibili (fra i quali cinque tascabili), al comando del viceammiraglio Mitsumi Shimizu e accompagnata da altre navi-appoggio, avrebbe dovuto portare un attacco supplementare destinato ad affondare le navi statunitensi che fossero riuscite a prendere il largo e comunque ad aumentare il disorientamento provocato dall'attacco aereo.
Ciascun settore della squadra navale diretta a Pearl Harbor aveva la responsabilità di aree e obiettivi ben precisi. La forza d'attacco composta dalle sei portaerei e la 1ª Flotta aerea dovevano compiere i raid aerei; la flotta di scorta, composta dal 1ª Squadriglia cacciatorpediniere del contrammiraglio Sentarō Ōmori (imbarcato sull'incrociatore Abukuma), dalla sezione 2 della 3ª Divisione navi da battaglia (viceammiraglio Gun'ichi Mikawa) e dall'8ª Divisione incrociatori (contrammiraglio Hiroaki Abe) aveva compiti di protezione e appoggio; la 2ª Divisione sommergibili era incaricata del pattugliamento e la 1ª e 2ª Unità logistica del rifornimento quotidiano. La 7ª Divisione cacciatorpediniere si sarebbe invece distaccata dalla forza principale per condurre un attacco alla base aerea di Midway.

### Le forze statunitensi di stanza alle Hawaii

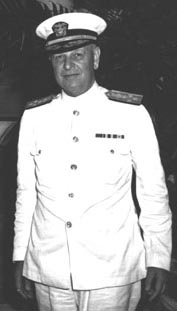
L'ammiraglio Husband Kimmel, il comandante della Flotta del Pacifico

Nell'ottobre 1940, in risposta alla spinta espansionistica giapponese in Indocina ed alla firma del patto tripartito, il presidente Roosevelt aveva deciso di dislocare a tempo indeterminato la flotta del Pacifico (che sarebbe stata ufficialmente creata solo il 1º febbraio 1941, dopo la divisione della U.S. Navy in due flotte oceaniche separate) alle Hawaii, nella base navale di Pearl Harbor. Questa mossa, presa contro il parere del comandante in capo della flotta ammiraglio James Richardson (timoroso per la sicurezza delle proprie navi e quindi incline a lasciare la flotta a San Diego), puntava a frenare le velleità aggressive del Giappone e a favorire quindi, da una posizione di forza (accresciuta anche dall'embargo economico), la felice conclusione delle trattative in corso tra i due paesi, limitando e riducendo le conquiste nipponiche, secondo gli intendimenti della politica estera statunitense.
La sola presenza della flotta statunitense nelle Hawaii avrebbe dovuto, secondo i piani degli stati maggiori statunitensi, rappresentare un deterrente e impedire ogni ulteriore progressione giapponese verso la Malesia, le Filippine e le Indie orientali olandesi.
La possibilità che la flotta del Pacifico a Pearl Harbor, invece di divenire una spina nel fianco del Giappone, potesse trasformarsi in un bersaglio per l'aggressiva potenza asiatica venne scarsamente presa in considerazione a livello di dirigenza politico-militare statunitense per due ragioni principali:
- la sottovalutazione delle capacità operative e delle qualità tecnico-tattiche delle forze navali giapponesi, a cui non veniva accreditata la possibilità di sferrare un attacco su vasta scala a grande distanza dalle proprie basi;
- la presenza nelle Hawaii di un sistema difensivo aeroterrestre moderno e quantitativamente adeguato, apparentemente in grado di individuare con grande anticipo eventuali minacce e di distruggere il nemico che si fosse spinto verso le isole;[67] in particolare erano disponibili le moderne postazioni radar equipaggiate con i dispositivi mobili Westinghouse SCR-270 e un sistema di controllo aereo centralizzato nella base di Fort Shafter.[68]

Si deve inoltre rilevare che agli inizi del 1941 l'attenzione principale dell'amministrazione Roosevelt era sempre indirizzata verso la guerra europea e la minaccia della Germania, considerata di gran lunga il nemico principale e più pericoloso; quindi nella primavera 1941, una parte della flotta del Pacifico (la moderna portaerei Yorktown, le corazzate New Mexico, Idaho e Mississippi, quattro incrociatori e diciotto cacciatorpediniere) venne trasferita nell'oceano Atlantico per aiutare la Royal Navy in una sorta di guerra navale non dichiarata contro la Germania.
L'ottimismo di Roosevelt e dei capi degli stati maggiori (generale Marshall, ammiraglio Harold Rainsford Stark e generale Henry Arnold) riguardo a una guerra contro il Giappone era basato sull'imminente entrata in linea delle nuove navi previste dalle leggi di riarmo navale votate dal Congresso nel 1938 – Carl Vinson Act – e nel 1940 – Two oceans Navy Act – ed era condiviso anche dal generale MacArthur: nominato nel luglio 1941 comandante in capo delle forze statunitensi in Estremo Oriente, con base a Manila, contava non solo di poter difendere efficacemente le Filippine, ma di agire offensivamente, con i nuovi bombardieri pesanti Boeing B-17 Flying Fortress promessigli, contro le basi giapponesi a Formosa e in Cina.
Le forze statunitensi nelle Hawaii erano affidate all'ammiraglio Husband Kimmel, nuovo comandante della flotta del Pacifico dopo il ritiro di Richardson per contrasti con il presidente il 1º febbraio 1941, e al generale Walter Short, comandante delle forze terrestri nelle isole, comprese le formazioni aeree dell'esercito (guidate dal generale Frederick Martin). Il dispositivo difensivo statunitense sembrava in grado di fronteggiare qualsiasi minaccia nemica: l'United States Army disponeva nell'arcipelago di 43 000 soldati organizzati in due divisioni di fanteria, la 24ª e 25ª. Complessivamente la flotta del Pacifico era costituita da 127 navi di tutti i tipi, di cui 96 erano alla fonda a Pearl Harbor il 7 dicembre 1941; l'USAAF disponeva di 50 bombardieri leggeri e medi, 12 bombardieri pesanti, 13 ricognitori e 152 caccia; le forze aeree della marina e dei Marine, schierate nelle basi di Kaneohe, Ewa e Ford, comprendevano 69 idrovolanti, 11 caccia e 30 bombardieri/aerosiluranti.
Il "preavviso di guerra" diramato dal segretario alla Marina Knox il 27 novembre raggiunse anche Pearl Harbor, ma con i suoi riferimenti a possibili attacchi giapponesi contro Thailandia, Malesia, Borneo e Filippine, sembrò rassicurare riguardo a minacce dirette contro le Hawaii. L'ammiraglio Kimmel peraltro non ritenne possibile mantenere le sue navi in perenne stato di allarme, mentre il generale Short continuò a considerare soprattutto il rischio di sabotaggi contro le sue installazioni da parte dei residenti giapponesi nelle isole.

## I preparativi giapponesi e la partenza della squadra
La data dell'attacco fu determinata considerando una serie di fattori. I giapponesi sapevano che l'ammiraglio Kimmel rientrava sempre a Pearl Harbor con la sua flotta per il fine settimana e che quando le navi erano in porto molti uomini scendevano a terra, il che non poteva che diminuire l'efficienza degli equipaggi a bordo. La scelta ricadde quindi su una domenica. Inoltre, dato che dopo la metà di dicembre, a causa del monsone, le condizioni atmosferiche e del mare avrebbero reso difficoltosi gli sbarchi anfibi nella Malacca e nelle Filippine e le operazioni di rifornimento in mare della flotta destinata a Pearl Harbor, le operazioni avrebbero dovuto iniziare prima di quella data. L'8 dicembre (secondo l'ora di Tokyo) domenica alle Hawaii ci sarebbe stata la luna nuova, e la conseguente oscurità notturna avrebbe aiutato le portaerei ad avvicinarsi di nascosto al loro obiettivo.
Grazie al lavoro delle spie, per il giorno 5 i comandanti giapponesi furono informati che l'Oklahoma e la Nevada erano arrivate al porto hawaiano e che la Lexington con cinque incrociatori leggeri, era partita: il numero totale delle navi presenti nel porto tra il 5 e il 7 dicembre era quindi di otto corazzate, due incrociatori pesanti, sedici cacciatorpediniere e sei incrociatori leggeri. La Utah e una nave appoggio idrovolanti fecero ritorno alla base prima del 7 dicembre. Un altro rapporto segreto mostrò che non erano stati montati palloni frenati, né era stato imposto l'oscuramento notturno, le reti antisiluro non erano state posizionate e non vi erano segni di pattugliamenti aerei. Solo l'Enterprise si trovava in mare aperto per delle manovre.

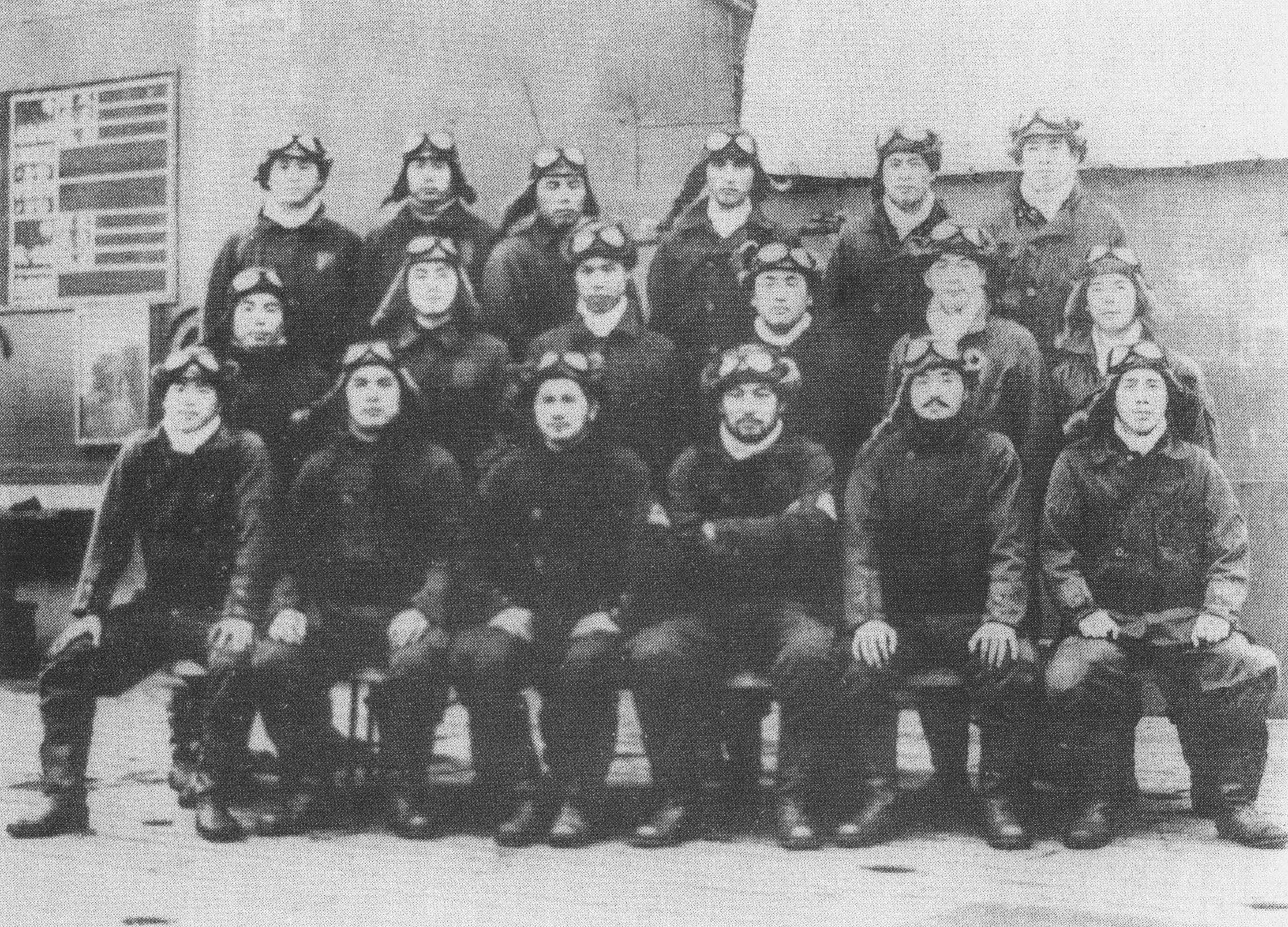
Piloti di bombardieri in picchiata della portaerei Zuikaku, prima dell'attacco su Pearl Harbor

Il 19 novembre il contingente di sommergibili lasciò la base navale giapponese di Kure con cinque sommergibili tascabili a rimorchio. Le formazioni d'assalto si riunirono nella baia di Hitokappu, di fronte all'isola di Iturup, nelle Curili del Sud il 22 novembre 1941 e da lì partirono alle ore 6:00 del 26 novembre 1941 con destinazione Pearl Harbor. Il 2 dicembre la squadra navale giapponese in navigazione ricevette da Tokyo il messaggio in codice Niitaka Yama noboru ("scalate il monte Niitaka") che segnalava che le trattative non avevano ottenuto risultati e che quindi la missione di attacco alle Hawaii era confermata; su tutte le unità entrò in vigore l'oscuramento.
Restava comunque ancora valida la clausola secondo la quale la missione sarebbe stata sospesa in caso i negoziati avessero avuto successo all'ultimo momento oppure nel caso la flotta fosse stata avvistata prima del 6 dicembre. Infatti nel frattempo i diplomatici giapponesi stavano conducendo un'ultima trattativa con gli statunitensi per raggiungere un accordo complessivo. L'attacco non era un evento scontato fin dalla partenza della flotta.
La navigazione si svolse in silenzio radio, con mare mosso e sotto una spessa coltre di nuvole che, sebbene rendesse difficoltosi i rifornimenti in alto mare, favorì l'occultamento delle navi; il 3 dicembre la squadra prese la rotta sud-orientale per giungere il 6 dicembre al 31° latitudine nord-158° longitudine ovest, a nord delle Hawaii. Il 4 aveva avuto luogo l'ultimo rifornimento di carburante e la velocità era stata aumentata da 13 a 25 nodi. Gli obiettivi in ordine di importanza erano: le portaerei (i giapponesi speravano che a Pearl Harbor ce ne fossero state sei e comunque non meno di tre), le corazzate, i grandi serbatoi di carburante e le altre installazioni portuali e infine gli aerei delle basi principali di Wheeler, Hickam e Bellow Field.

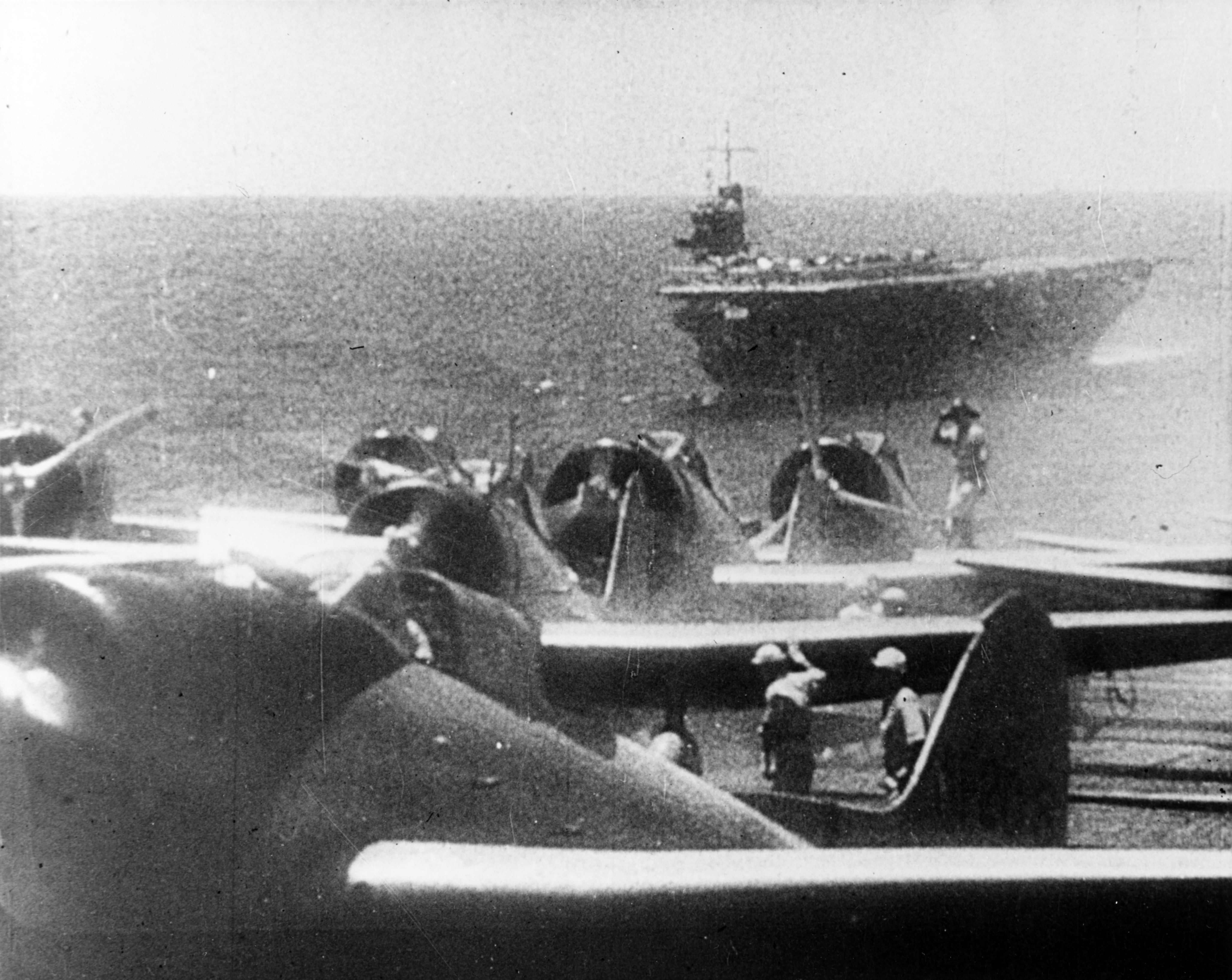
Le portaerei Hiryu e Soryu (in secondo piano) in navigazione verso Pearl Harbor

I tempi dell'attacco erano stati calcolati in modo che i primi aerei giapponesi sarebbero giunti sull'obiettivo mezz'ora dopo che l'ambasciatore giapponese a Washington avesse consegnato al segretario di Stato statunitense Cordell Hull la dichiarazione di guerra. Ciò, se da una parte salvaguardava l'immagine giapponese di fronte al mondo, giacché l'attacco sarebbe iniziato a stato di guerra formalmente dichiarato, dall'altra permetteva ai giapponesi di usufruire del fattore sorpresa, dato che l'esiguo tempo a disposizione degli statunitensi a Pearl Harbor non sarebbe stato sufficiente a consentire una difesa adeguata.
Intanto dal consolato di Honolulu (i giapponesi vi avevano stabilito un efficiente agente segreto, il guardiamarina Takeo Yoshikawa, che era giunto alle Hawaii il 27 marzo 1941 ed era accreditato fra il personale diplomatico come cancelliere, con il falso nome di Tadashi Morimura) continuavano a pervenire a Tokyo informazioni sulla dislocazione delle navi a Pearl Harbor e ci fu grande delusione quando il 6 dicembre comandanti ed equipaggi appresero che a Pearl Harbor non si trovava alcuna portaerei. Le tre portaerei Enterprise, Lexington e Saratoga della Flotta del Pacifico non erano in porto: le prime due stavano compiendo una missione di trasferimento di aerei da caccia all'isola di Wake e nelle Midway, mentre la terza era rimasta in California. Tuttavia, in quanto ammiraglio di vecchia scuola, Nagumo considerava le otto corazzate presenti a Pearl Harbor come la colonna vertebrale di quella marina che egli aveva il compito di distruggere, e decise di proseguire la missione.
Gli equipaggi, dopo essersi svegliati alle ore 05:00 del 7 dicembre, si prepararono: alcuni piloti indossarono la tradizionale fascia hachimaki, bevvero il sakè e pregarono sui piccoli altari scintoisti prima di salire a bordo dei loro velivoli. L'ammiraglio Nagumo fece decollare alle ore 05:00 tre idrovolanti dagli incrociatori Tone e Chikuma e dal sommergibile I-36 con il compito di sorvolare Oahu ed effettuare un'ultima ricognizione, poi fece issare la bandiera di guerra "Z", la stessa utilizzata dall'ammiraglio Tōgō alla battaglia di Tsushima, e diede ordine di iniziare le procedure per i decolli. Gli aerei furono lanciati tra le 06:00 (prima ondata) e le 07:15 (seconda ondata) da un punto situato a 440 km a nord dell'obiettivo.

## L'attacco

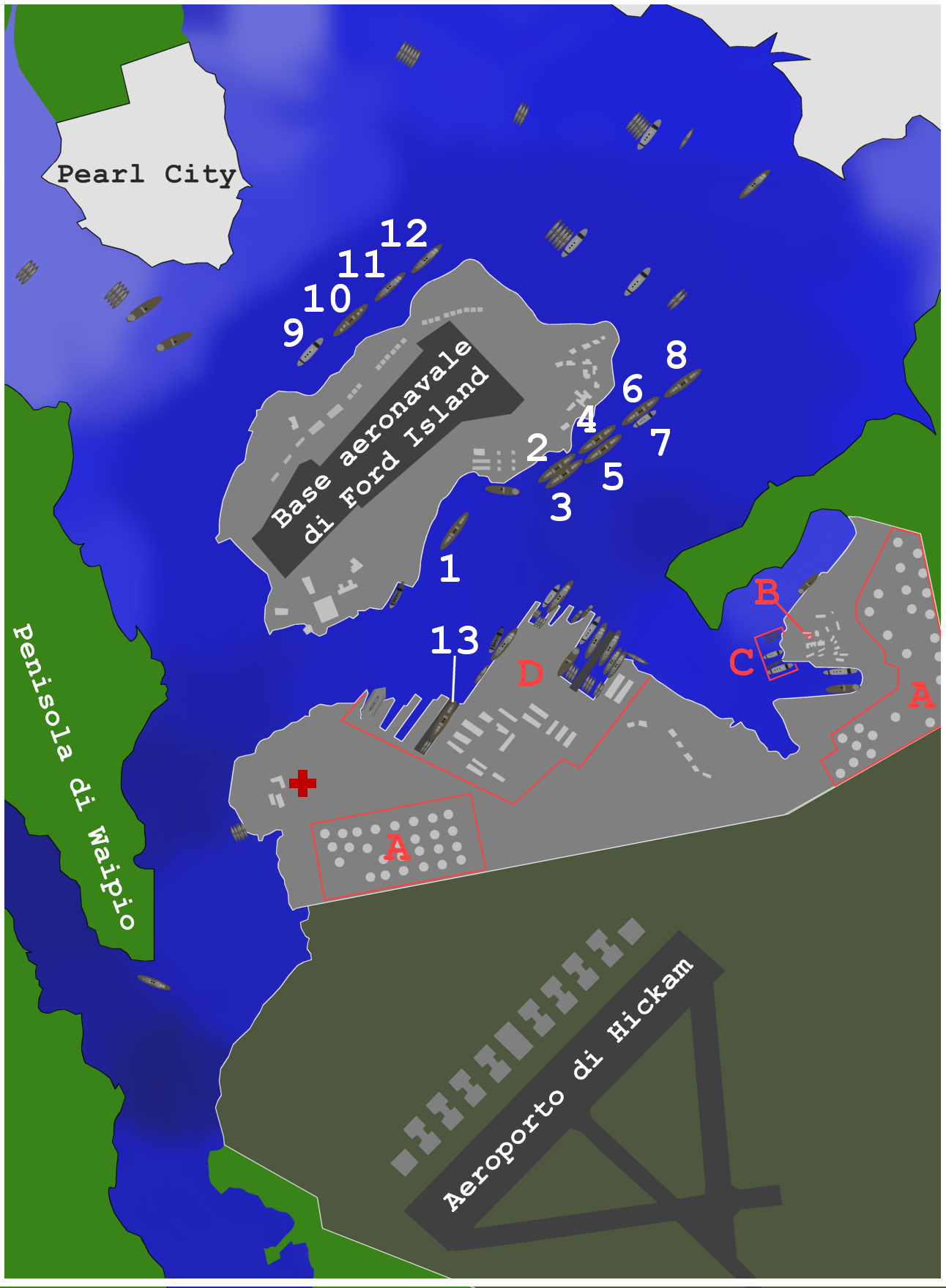
Posizione della flotta USA nel porto di Pearl Harbor al momento dell'attacco. Contrassegnata dalle lettere è l'ubicazione dei servizi:
1
2
3
4
5
6
7
8
9
10
11
12
13
A Depositi di combustibile
B CINCPAC
C Base sottomarini
D Arsenale navale

(Messaggio del capitano di fregata Logan Ramsey, alle ore 7:58 del 7 dicembre 1941.)

### L'attacco dei sommergibili
Il primo contatto tra le forze giapponesi e le difese statunitensi si verificò alle ore 03:42 del 7 dicembre: mentre i dragamine Crossbill e Condor erano in navigazione a 3 km a sud dell'entrata di Pearl Harbor, a bordo del Condor il guardiamarina R.C. McCloy avvistò una scia bianca che il capo timoniere Uttrick identificò come la traccia di un periscopio; alle 03:57 fu contattato il cacciatorpediniere Ward, di pattuglia all'ingresso del porto, perché indagasse. Il tenente William Outerbridge al comando della Ward, invece di comunicare subito la notizia dell'avvistamento ai comandi superiori, richiese un rapporto dalla Condor e nell'ora successiva condusse un'infruttuosa ricerca nell'area con il sonar. Alle 04:35 Outerbridge tolse lo stato di allarme; la rete antisommergibile all'ingresso del porto avrebbe dovuto aprirsi alle 04:58 per permettere l'ingresso dei dragamine e rimanere aperta fino alle 08:40: molto probabilmente il sommergibile intendeva entrare nella rada sulla scia delle navi statunitensi durante questo lasso di tempo.

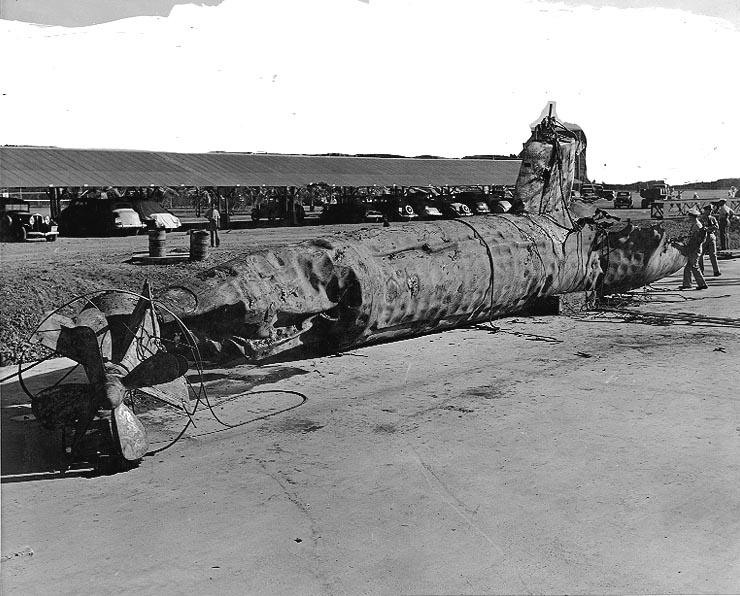
Il sommergibile tascabile giapponese affondato dal cacciatorpediniere, poi recuperato dalle forze statunitensi a Pearl Harbor

Intorno alle 06:30 la nave rifornimento Antares avvistò ciò che ritenne essere un sommergibile e ne diede avviso alla Ward; anche uno degli idrovolanti da pattugliamento PBY scorse il sommergibile e sganciò su di esso un fumogeno proprio mentre stava giungendo la Ward. Outerbridge avvistò la torretta del sommergibile e in base alle disposizioni vigenti alle 06:45 aprì il fuoco colpendola; la Ward bersagliò quindi il percorso ipotetico del sommergibile nemico con bombe di profondità. Il sommergibile non riemerse e Outerbridge ritenne di averlo colpito, e solo alle 06:53 mandò finalmente un segnale in codice al comando del 14º distretto navale con il rapporto su quanto successo, segnale che fu intercettato dai giapponesi che se ne servirono per localizzare la giusta direzione. Alle 07:03 la Ward individuò un secondo periscopio e lanciò cinque bombe di profondità che provocarono l'affondamento di un secondo sommergibile.
L'importante comunicazione della Ward delle ore 06:53 venne ricevuta dal capitano di corvetta Harold Kaminski, ufficiale di servizio al comando del 14º distretto che cercò senza successo di mettersi in contatto con l'aiutante dell'ammiraglio Bloch (il comandante del distretto navale); nei minuti successivi Kaminski ed il capitano Earle dello stato maggiore del distretto cercarono di diffondere la notizia e di allertare i comandi ed anche l'ammiraglio Kimmel venne informato alle ore 07:40. Era ormai troppo tardi: l'ammiraglio era ancora in attesa di una conferma della notizia quando alle ore 07:49 iniziarono gli attacchi aerei.
La flotta dei sommergibili tascabili del capitano di corvetta Hanku Sasaki giunse intanto a destinazione, ma non ottenne alcun risultato; i cinque sommergibili tascabili, sganciati nei pressi dell'isola con il compito di penetrare nel porto e contribuire agli affondamenti, furono tutti distrutti. Oltre a quelli colpiti dalla Ward, un'altra unità fu individuata e attaccata alle ore 08:30 da quattro cacciatorpediniere statunitensi, mentre un sommergibile tascabile si arenò sulla spiaggia per problemi tecnici e venne catturato. Infine il quinto sommergibile fu affondato dal fuoco dell'incrociatore St. Louis alle ore 09:30.

### Le incursioni aeree
Gli attacchi aerei furono progettati e coordinati dal capitano di fregata pilota Mitsuo Fuchida e dal capitano di fregata Minoru Genda. Le portaerei giapponesi avrebbero sferrato un "attacco a tappe disuguali": si sarebbero avvicinate al punto più prossimo all'obiettivo con il favore delle tenebre ma, dopo le operazioni di decollo, esse si sarebbero allontanate con una rotta diversa da quella di avvicinamento, per essere raggiunte dagli aerei di ritorno da Pearl Harbor in una posizione più distante dall'obiettivo da cui erano partiti. Questo accorgimento consentiva una maggior probabilità di sfuggire ad un eventuale inseguimento da parte di aerei statunitensi. Gli aerei giapponesi avrebbero dovuto percorrere una tappa breve e una lunga, mentre gli aerei statunitensi avrebbero dovuto compiere due tappe lunghe, di andata e ritorno. Erano previste due ondate di incursioni aeree ed una terza come riserva nel caso in cui la ricognizione sull'obiettivo dopo le prime due ne avesse evidenziata la necessità.

#### Forze aeree della prima ondata
La prima ondata era costituita da tre gruppi distinti, per un totale di 183 velivoli, posti al comando del capitano di fregata Mitsuo Fuchida. Gli aerei decollarono alle ore 6:00 dalle portaerei poste nel punto di lancio a circa 440 km a Nord di Oahu, e l'attacco ebbe inizio alle ore 7:55 ora locale (ore 18:25 GMT del 7 dicembre).
- il primo gruppo, avente come obiettivi le corazzate, era costituito da:[99]
  - 49 bombardieri Nakajima B5N (al comando diretto del capitano di fregata Fuchida) armati con bombe perforanti da 800 kg ed organizzati in quattro formazioni
    - capitano di fregata Fuchida, portaerei Akagi
    - capitano di corvetta Hashiguchi, portaerei Kaga
    - tenente di vascello Abe, portaerei Soryu
    - capitano di corvetta Kusumi, portaerei Hiryu

  - 40 aerosiluranti Nakajima B5N armati di siluri tipo 91, al comando del capitano di corvetta Murata (della Akagi) e disposti anch'essi in quattro formazioni
    - capitano di corvetta Murata, portaerei Akagi
    - tenente di vascello Mizushima, portaerei Kaga
    - tenente di vascello Nagai, portaerei Soryu
    - tenente di vascello Matsumura, portaerei Hiryu
- il secondo gruppo, avente come obiettivi Ford Island e Wheeler Field, era guidato dal capitano di corvetta Takahachi della portaerei Shōkaku ed era costituito da:[99]
  - 51 bombardieri in picchiata Aichi D3A, armati con bombe da 249 kg, divisi in due gruppi
    - capitano di corvetta Takahachi, portaerei Shokaku
    - tenente di vascello Sakamoto, portaerei Zuikaku
- il terzo gruppo, avente come obiettivi gli aerei a terra presso Ford Island, Hickam Field, Wheeler Field, Barber's Point, Kaneohe, era guidato dal capitano di corvetta Itaya della portaerei Akagi ed era costituito da:[99]
  - 43 caccia Mitsubishi A6M "Zero" per la scorta ed il mitragliamento a bassa quota, divisi in sei gruppi
    - capitano di corvetta Itaya, portaerei Akagi
    - tenente di vascello Shiga, portaerei Kaga
    - tenente di vascello Suganami, portaerei Soryu
    - tenente di vascello Okajima, portaerei Hiryu
    - tenente di vascello Sato, portaerei Shokaku
    - tenente di vascello Kaneko, portaerei Zuikaku

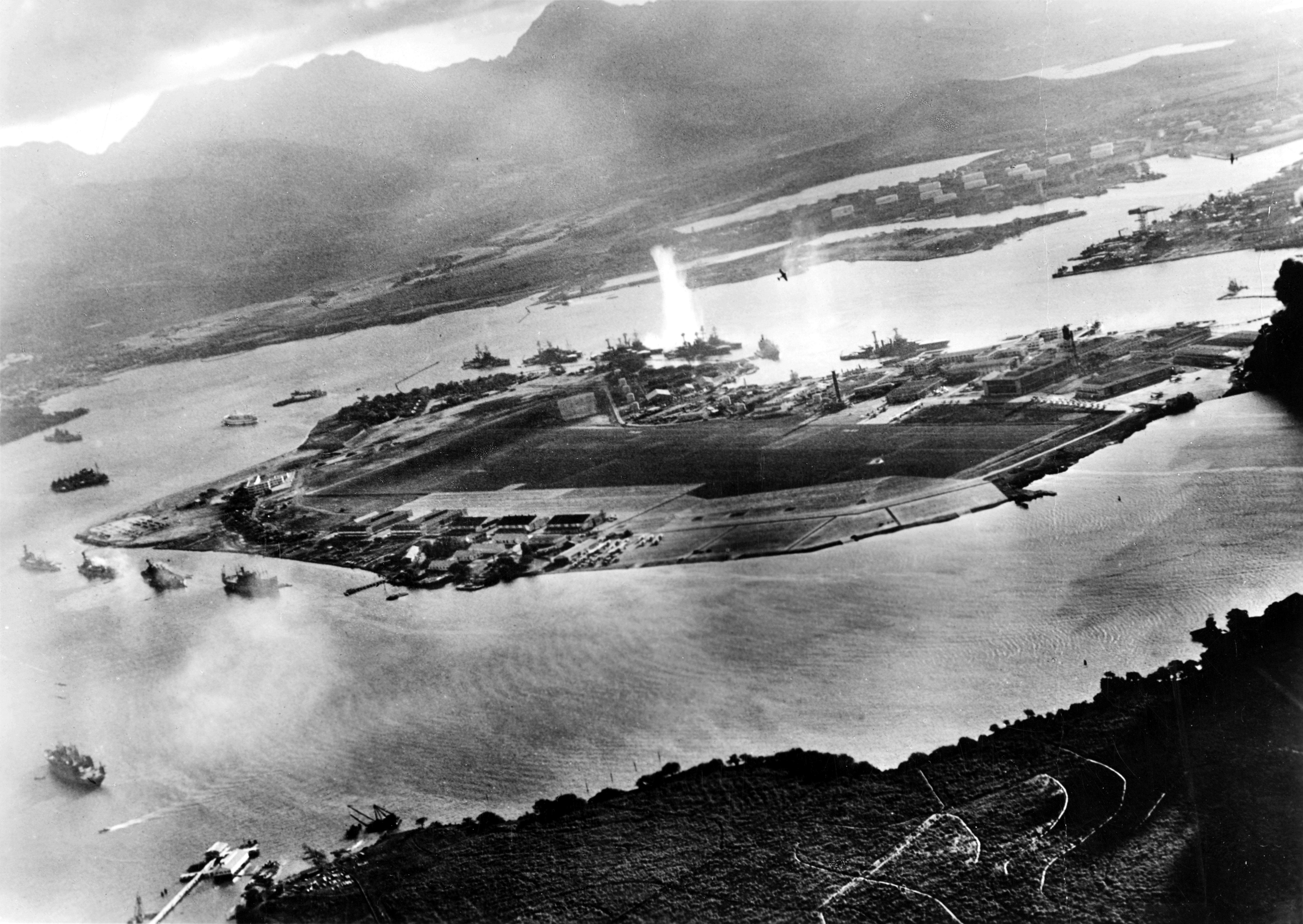
Foto scattata da un aereo giapponese pochi minuti dopo l'inizio dell'attacco. Un siluro ha appena colpito la al di là di Ford Island, mentre sulla sinistra è visibile il "Battleship Row" con tutte le maggiori corazzate presenti a Pearl Harbor.

#### Avvicinamento
Alle ore 07:02 gli aerei della prima ondata furono avvistati dalla postazione radar di Opana Point (l'unica attiva delle nove installate sull'isola) dove il soldato Elliot si stava addestrando sotto la supervisione del soldato addestratore Lockard. I due radaristi alle 7:15 avvisarono il centro di Fort Shafter dove la comunicazione fu passata al tenente pilota Kermit A. Tyler. Questi, privo di solida esperienza, ritenne che dovesse trattarsi di un gruppo di bombardieri statunitensi B-17 il cui arrivo era atteso a breve e quindi fece rassicurare i due addetti al radar che avevano effettuato il rilevamento dal centralinista di turno che tacitò le preoccupazioni dei due con la semplice frase: «Don't worry about it» ("non preoccupatevi di ciò"). La rotta di avvicinamento della prima ondata di attacco in effetti si discostava poco da quella lungo la quale i bombardieri statunitensi sarebbero dovuti arrivare.
Il volo della formazione d'attacco giapponese, dopo qualche difficoltà a causa della fitta coltre di nuvole a 2 000 metri di quota, fu rapido e gli aerei, favoriti da un forte vento di coda, raggiunsero la costa settentrionale di Oahu con circa 30 minuti di anticipo. Fuchida inoltre, sintonizzando la sua radio di bordo sulla stazione commerciale di Honolulu (la KGMB) che trasmetteva regolarmente bollettini meteo, apprese preziose informazioni sulle nuvole presenti a est sopra le isole e decise di attaccare da ovest e sud-ovest, sfruttando come radiolocalizzatore le emissioni della stazione statunitense. La formazione giapponese volava con i bombardieri a quota 3000 metri, a destra più in basso gli aerosiluranti, sulla sinistra in alto i bombardieri in picchiata e ancora più in alto a 5 000 metri di quota i caccia Zero di scorta.
Alle ore 07:30 i piloti giapponesi giunsero sopra Oahu, quasi libera da nuvole, e il capitano di corvetta Fuchida decise di attuare il piano dell'attacco a sorpresa che prevedeva l'intervento iniziale degli aerosiluranti contro le navi, lanciando alle ore 07:40 un candelotto fumogeno che era il segnale concordato; quindi gli aerosiluranti iniziarono a calare a livello dell'acqua, i bombardieri in picchiata salirono a 4 000 metri e i bombardieri convenzionali scesero a 1 000 metri di quota. I caccia Zero non videro però il segnale e Fuchida dovette quindi lanciare un secondo candelotto fumogeno che finalmente fu notato dal comandante dei caccia della Soryu, tenente di vascello Masaharu Suganami. Gli Zero scesero in picchiata ma, interpretando erroneamente il secondo fumogeno, anche i bombardieri in picchiata del capitano di vascello Takahashi entrarono subito in azione, creando una certa confusione con gli aerosiluranti.
Alle 07:49 ora di Honolulu (le 03:18 dell'8 dicembre a Tokyo) il capitano Fuchida, che aveva anche ricevuto il rapporto di uno dei tre ricognitori lanciati in anticipo dalla squadra navale, diramò il segnale radio di attacco a tutte le squadriglie («To... to ... to ...», da Totsugekiseyo, "attaccare") e quindi alle 07:53, sicuro della riuscita dell'avvicinamento a sorpresa all'isola di Oahu dette via radio anche la famosa comunicazione che confermava il successo del Kishu-seiko (attacco a sorpresa): «Tora!... tora! ...tora!» o "Tigre! ... tigre!... tigre!" in riferimento a un antico proverbio giapponese: «la tigre - tora - va lontano duemila miglia e ritorna infallibilmente». Il messaggio fu captato sia da Nagumo, che lo ritrasmise subito in Giappone, che da Yamamoto, in attesa nella baia di Hiroshima.

#### Attacchi della prima ondata
I primi attacchi giapponesi, sferrati alle ore 07:50 dai bombardieri Aichi D3A1 Val del capitano di corvetta Takahashi divisi in due gruppi, vennero portati contro la base aerea di Wheeler Field, sede del 14º Pursuit Wing statunitense (equipaggiato con caccia Curtiss P-36 Hawk e Curtiss P-40); i venticinque Val giapponesi partiti dalla Zuikaku al comando del tenente di vascello Sakamoto colsero completamente di sorpresa il nemico, i cui aerei erano tutti allineati allo scoperto sulle piste di volo senza alcuna protezione. Il comandante della base, colonnello William Flood, fin dal 27 novembre aveva evidenziato il pericolo di una simile disposizione ma il generale Short, preoccupato di non allarmare la popolazione con disposizioni da tempo di guerra e timoroso soprattutto di sabotaggi, aveva insistito per mantenere gli aerei ben raggruppati sulle piste di volo. I bombardieri giapponesi provenienti da nord, quindi, poterono attaccare senza difficoltà e senza opposizione i bersagli ed in una dozzina di minuti colpirono con bombe da 250 kg gli hangar, le installazioni, il posto di comando della base e le caserme, oltre a bersagliare gli aerei statunitensi a terra con le mitragliatrici di bordo; entro pochi minuti si unirono all'attacco anche i 14 caccia Zero delle portaerei Hiryu e Soryu (tenenti di vascello Suganami e Okajima) che contribuirono alle distruzioni. In pochi minuti la base fu devastata dalle esplosioni e dagli incendi.

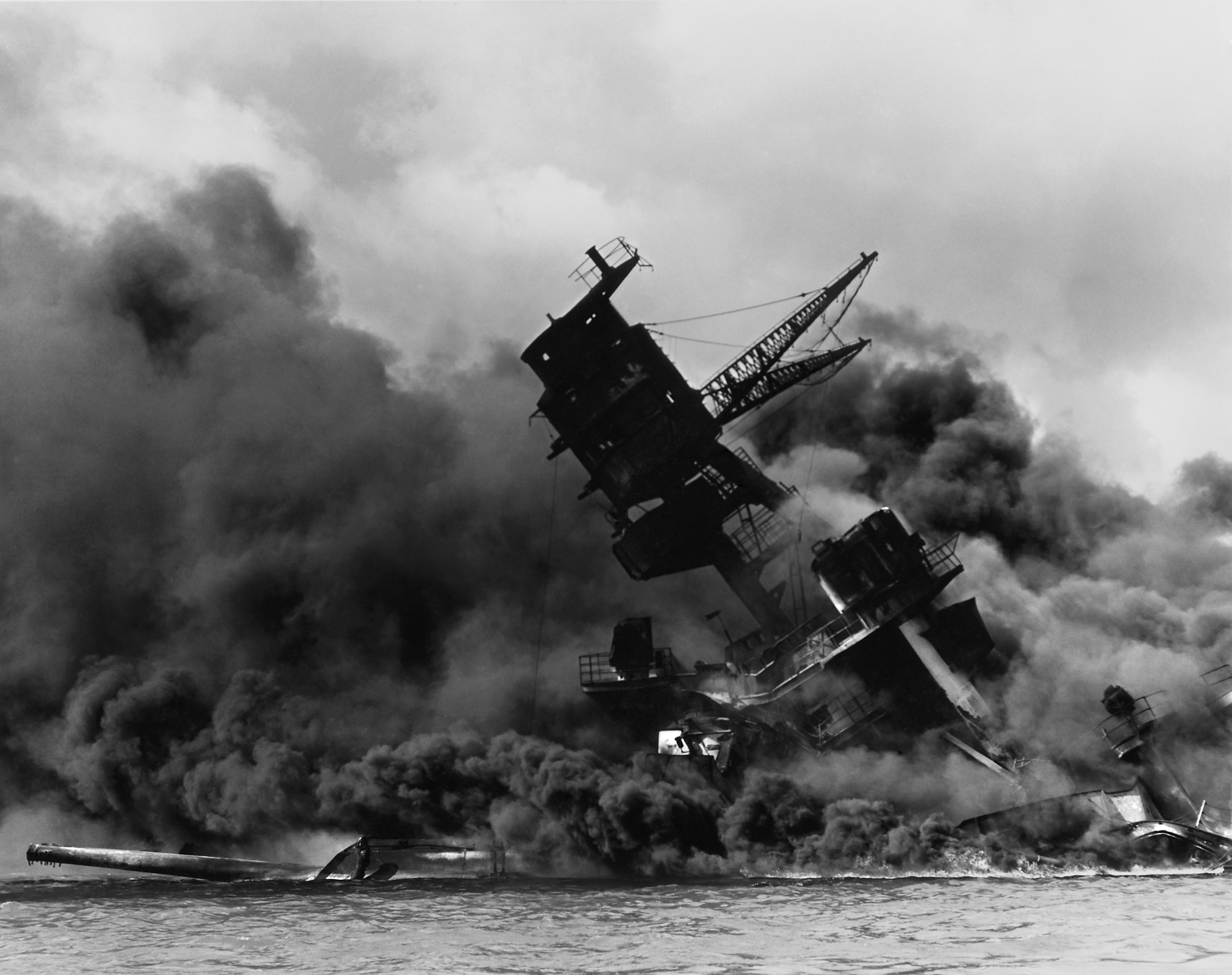
La in fiamme: fu la nave che riportò il maggior numero di vittime tra l'equipaggio

A partire dalle ore 07:55 anche il secondo gruppo di bombardieri Val, ventisei aerei guidati direttamente dal capitano di corvetta Takahashi, entrò in azione contro la Ford Island Naval Air Station (la base aeronavale dove erano presenti principalmente una trentina di PBY Catalina) e contro Hickam Field (la base aerea dell'USAAF dove erano schierati i bombardieri del 18º Bomb Wing, in gran parte B-18). Nove bombardieri giapponesi attaccarono la base aeronavale: sei Catalina furono distrutti da una bomba, l'hangar n. 6 e le rampe di decollo furono raggiunte da cinque bombe, i danni alle installazioni furono pesanti e si svilupparono grandi incendi; all'attacco parteciparono in un secondo momento anche, con il fuoco delle loro mitragliatrici, i caccia Zero della portaerei Kaga. L'attacco su Hickam Field, dove si era in attesa dell'arrivo di dodici B-17 dalla California e dove i bombardieri erano stati allineati allo scoperto sulle piste, ebbe inizio alle ore 08:00 da parte di 17 Val della Shokaku; gli aerei giapponesi attaccarono da tre direzioni diverse e devastarono installazioni e campi di volo, intervennero anche nove Zero della Akagi (al comando del capitano di corvetta Shigeru Itaya) e sette Zero della Kaga. Le perdite umane e materiali statunitensi furono pesanti: circa trenta aerei furono distrutti al suolo, e gli impianti subirono ingenti danni; nonostante la sorpresa e la disorganizzazione, uno Zero venne abbattuto dal fuoco contraereo statunitense. Inoltre i caccia Zero della Akagi del capitano di corvetta Itaya avevano anche incontrato alle ore 07:53 due aerei civili di tipo Piper Cub in volo sopra le isole e ne avevano abbattuto uno.
Alle ore 07:55 anche gli aerosiluranti guidati dal capitano di corvetta Murata passarono all'attacco: dopo un'inutile ricerca delle portaerei nemiche, i velivoli giapponesi attaccarono le corazzate e le altre navi ancorate ai due lati di Ford Island; i quaranta aerosiluranti B5N2 Kate entrano in azione divisi in due gruppi da ovest (24 aerei della Akagi e della Kaga) e da est (16 aerei della Soryu e della Hiryu). Questo secondo gruppo lanciò subito sette siluri contro le prime navi individuate e due colpirono la nave bersaglio Utah mentre uno raggiunse l'incrociatore leggero Raleigh. Subito dopo gli aerei della Hiryu colpirono anche l'incrociatore Helena con un siluro che provocò l'allagamento della sala macchine. Contemporaneamente il capitano di corvetta Murata raggiunse con i suoi ventiquattro Kate il "Battleship Row", il cosiddetto "viale delle corazzate" dove i piloti giapponesi attaccarono con grande determinazione le navi da battaglia statunitensi: cinque siluri colpirono i due fianchi della Oklahoma e sette la West Virginia. Malgrado la totale sorpresa gli statunitensi tentarono di organizzare il fuoco contraereo e cinque aerei giapponesi furono abbattuti, anche se altri gruppi di Kate colpirono ancora con un siluro la corazzata Nevada e con due siluri la California.

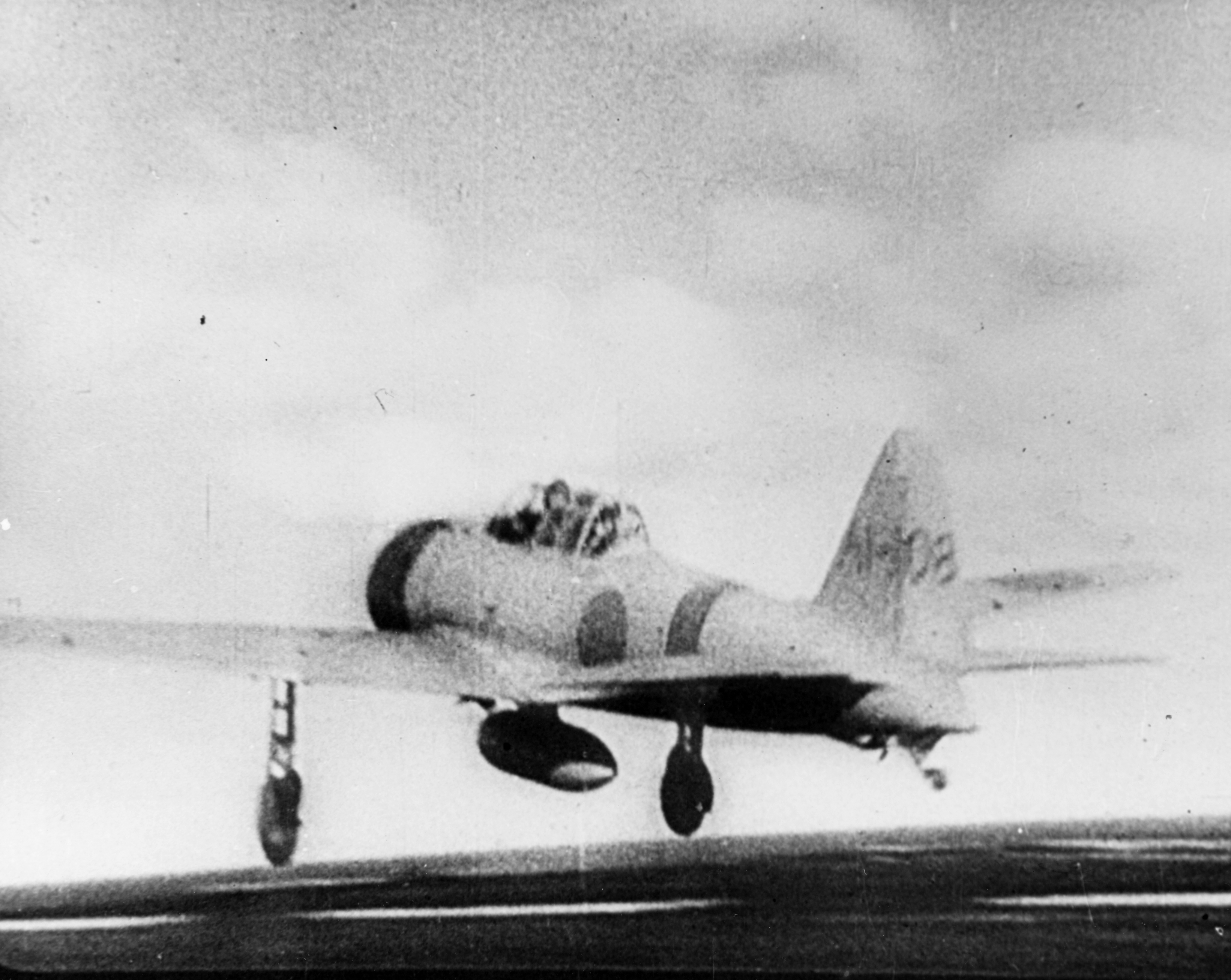
Uno Zero lascia la portaerei Akagi

Dopo aver lanciato via radio il suo messaggio convenzionale, il capitano di corvetta Fuchida si portò con i suoi quarantanove Kate a ovest di Oahu per attaccare Pearl Harbor da sud in una formazione in linea di fila di dieci gruppi da cinque bombardieri convenzionali ciascuno. Ostacolato dal fumo proveniente dalle esplosioni e dagli incendi a bordo delle navi statunitensi già colpite, Fuchida dovette fare un secondo passaggio e ricevette colpi della contraerea mentre i suoi gregari lanciarono le loro bombe sulla corazzata Maryland. Il secondo e il terzo gruppo di bombardieri colpirono invece la Tennessee e la West Virginia, mentre i gruppi di coda si concentrarono sulla USS Arizona che incassò quattro bombe che provocarono il disastro. Una bomba colpì la torretta n. 4, due esplosero nelle sovrastrutture anteriori mentre una bomba colpì la torretta n. 2 e dopo aver attraversato due ponti raggiunse il terzo ponte dove esplose sopra i magazzini di polvere dell'artiglieria principale. L'incendio si estese subito dalle due torrette alla polvere nera utilizzata dalle catapulte degli aerei e quindi ai magazzini dell'artiglieria principale e secondaria provocando una violenta esplosione che spezzò in due la corazzata e uccise 1 177 uomini di equipaggio, tra cui il contrammiraglio Isaac Kidd e il comandante della nave Franklin Van Valkenburgh.
Mentre i gruppi aerei guidati da Murata e Fuchida provocavano gravi danni alle navi principali statunitensi, altre formazioni giapponesi attaccarono le basi aeree di Ewa, sede del 21st Marine Aircraft Group equipaggiato con moderni aerei SBD Dauntless e F4F Wildcat, e Kanehoe, base del Pat Wing 1, equipaggiato con trentasei idrovolanti di vari modelli. Ewa venne attaccata intorno alle ore 08:00 inizialmente da un piccolo gruppo di bombardieri Val e poi da diciassette caccia Zero che in pochi minuti devastarono le piste e rivendicarono la distruzione di trentasei apparecchi nemici al suolo. Kanehoe invece venne colpita da nord alle ore 07:48 da undici Zero delle portaerei Shokaku e Zuikaku divisi in due gruppi; in otto minuti i caccia nipponici distrussero o danneggiarono quasi tutti i trentatré idrovolanti statunitensi presenti sulle rampe o nelle acque della baia e incendiarono molte installazioni della base.

#### Forze aeree della seconda ondata
La seconda ondata, anch'essa suddivisa in tre gruppi, era composta da 167 velivoli e comandata dal capitano di corvetta Shigekazu Shimazaki, della portaerei Zuikaku. Gli aerei decollarono alle ore 7:15 Il suo attacco ebbe inizio alle ore 8:55.
- Il primo gruppo, guidato direttamente da Shimazaki, era composto da:[113]
  - 27 Nakajima B5N, armati di bombe da 249 e da 54 kg, aventi come obiettivi gli hangar di Kaneohe, Ford Island e Barbers Point
    - tenente di vascello Ichibana, portaerei Shokaku

  - 27 Nakajima B5N, aventi come obiettivo gli hangar e gli aerei di Hickam Field
    - capitano di corvetta Shimazaki, portaerei Zuikaku

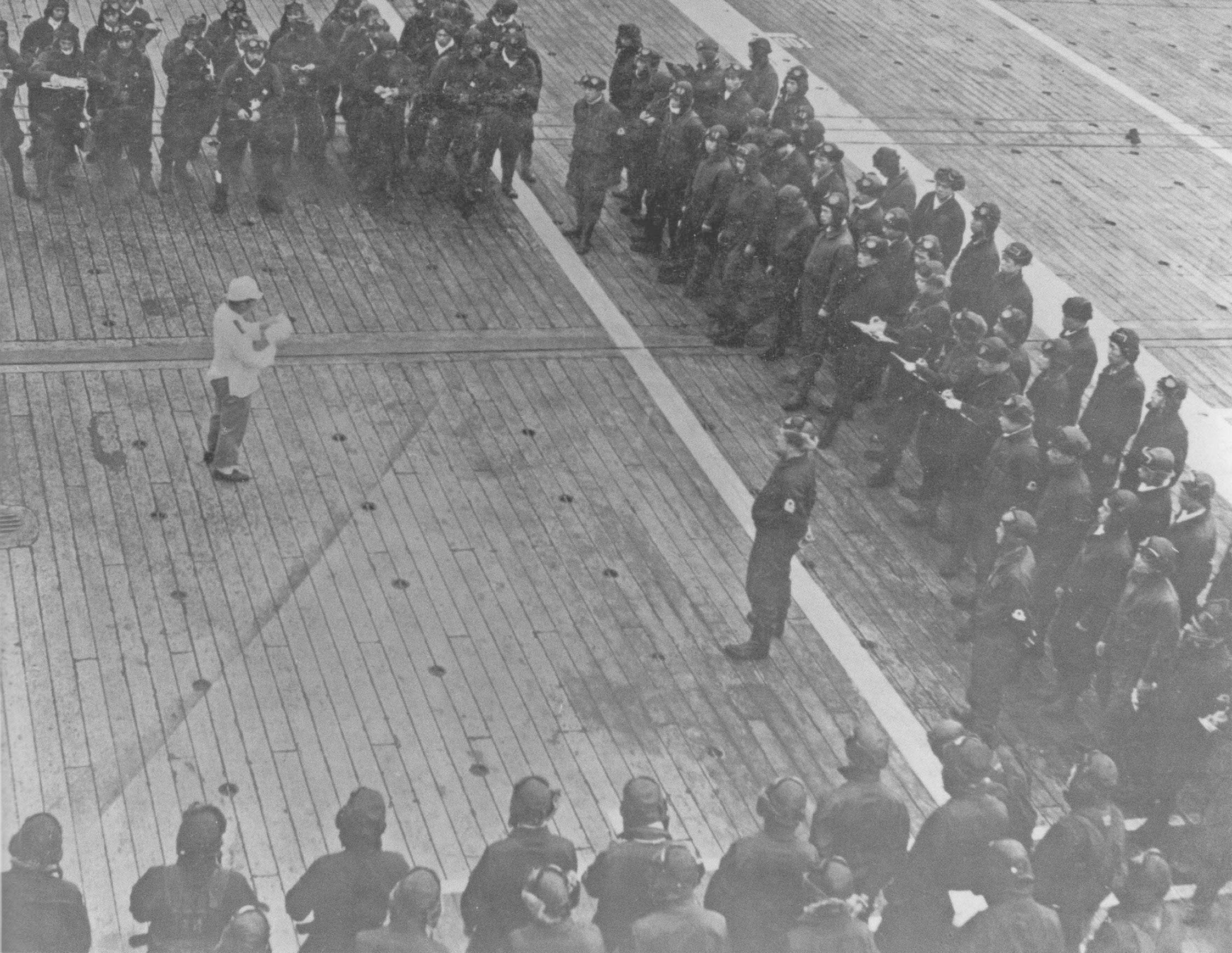
Adunata di equipaggi della portaerei Zuikaku

- il secondo gruppo, il cui obiettivo era colpire gli incrociatori (e le portaerei, se fossero state presenti), era guidato dal capitano di corvetta Egusa della portaerei Soryu e era composto da:[113]
  - 78 Aichi D3A, armati con bombe da 249 kg, ripartiti in quattro sezioni
    - tenente di vascello Chibaya, portaerei Akagi
    - tenente di vascello Makino, portaerei Kaga
    - capitano di corvetta Egusa, portaerei Soryu
    - tenente di vascello Kobayashi, portaerei Hiryu
- il terzo gruppo, con obiettivo gli aerei stazionanti sulle piste di Ford Island, Hickham Field, Wheeler Field, Barber's Point e Kaneohe, era guidato dal tenente di vascello Iida della portaerei Sōryū ed era composto da:[113]
  - 35 caccia Mitsubishi A6M "Zero" con compiti di scorta e mitragliamento a bassa quota, divisi in quattro formazioni
    - tenente di vascello Shindo, portaerei Akagi
    - tenente di vascello Nikaido, portaerei Kaga
    - tenente di vascello Iida, portaerei Soryu
    - tenente di vascello Yoshino, portaerei Hiryu

#### Attacchi della seconda ondata
Non vi fu una vera e propria interruzione tra la prima e la seconda ondata, ma solo una momentanea pausa, durante la quale le difese statunitensi, inizialmente colte di sorpresa, poterono organizzarsi. La Nevada e la Alwyn riuscirono a prendere il mare, ma alle 08:55 circa la seconda ondata del comandante Shimazaki giunse presso Kaneohe con 54 bombardieri d'alta quota, 78 bombardieri in picchiata e 36 caccia. Nel frattempo Fuchida rimase a sorvolare il porto per accertare i danni e per osservare i risultati di Shimazaki, dal momento che la sua valutazione sarebbe servita a Nagumo per decidere sull'opportunità di un terzo attacco.

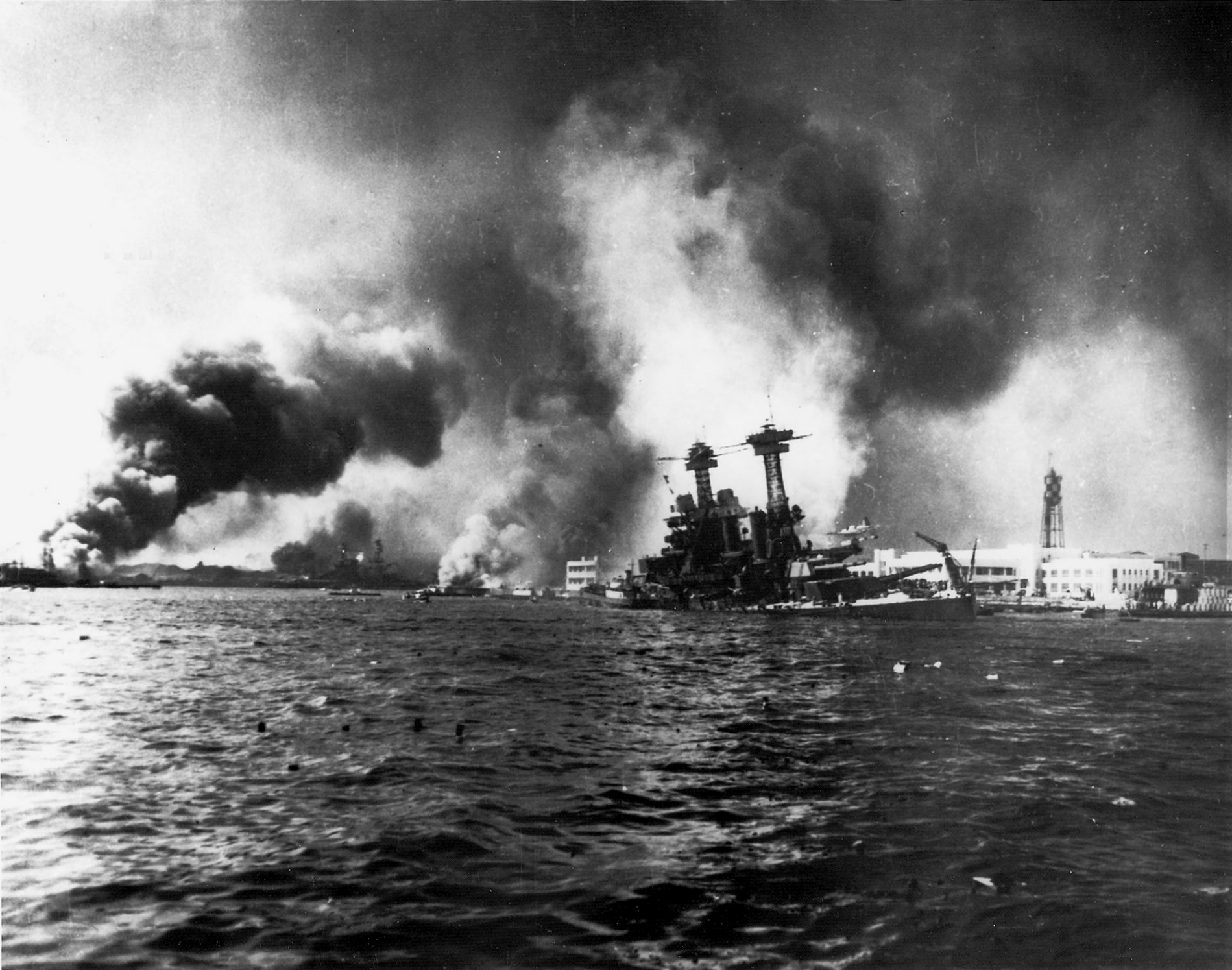
La California affonda nel porto di Pearl Harbor

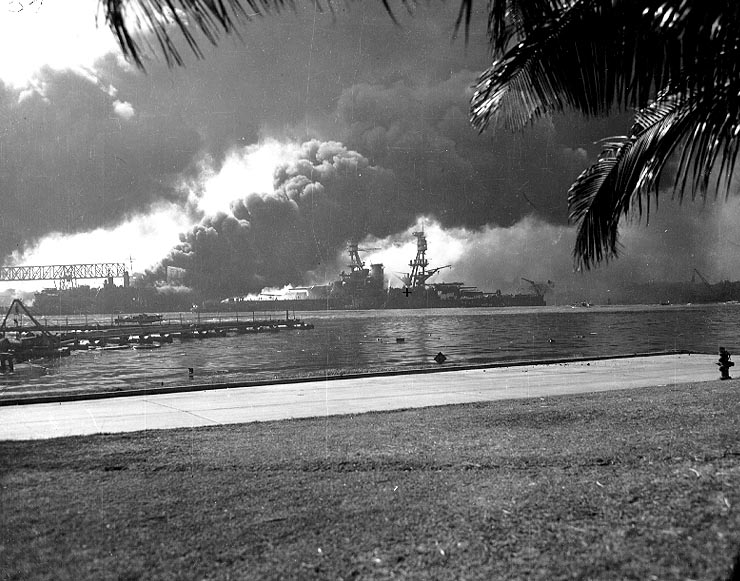
La Nevada in fiamme

Il primo gruppo di Ichibara si abbatté inizialmente su Kaneohe per completare la distruzione degli hangar e degli idrovolanti Consolidated PBY Catalina, la spina dorsale della ricognizione aerea a lungo raggio statunitense, per poi dirigersi a Bellow Fields. Il secondo gruppo di Egusa invece si diresse direttamente sul porto di Pearl Harbor mentre il terzo gruppo di Shimazaki attaccò Hickam Field con l'obiettivo di colpirne le installazioni militari e gli hangar.
I bombardieri in picchiata del gruppo di Egusa ebbero non poche difficoltà nell'attacco al porto: il loro obiettivo era quello di eliminare definitivamente le corazzate statunitensi, ma le difese non furono colte di sorpresa come con la prima ondata; appena raggiunsero Oahu, le esplosioni della contraerea circondarono il gruppo creando scompiglio, tanto che Egusa decise di puntare a qualunque obiettivo a portata di tiro. Egusa iniziò il bombardamento in picchiata alle 09:05 colpendo l'incrociatore pesante New Orleans; furono colpiti anche i due cacciatorpediniere Cassin e Downes, posti in secca nello stesso bacino di carenaggio nel quale si trovava la corazzata Pennsylvania, ed entrambi presero fuoco: in precedenza gli aerosiluranti avevano tentato senza successo di colpire le porte del bacino. Il tentativo di allagare il bacino stesso per contrastare l'incendio peggiorò le cose innalzando ancora di più le fiamme, in quanto il carburante essendo più leggero dell'acqua galleggiava, lambendo progressivamente le sezioni più alte degli scafi; pochi istanti dopo il Cassin esplose, colpito nel deposito munizioni, quattro bombe colpirono il Shaw che si incendiò e alle 09:07 la Pennsylvania, ammiraglia della Flotta del Pacifico, fu colpita a dritta subendo lievi danni ma contando 18 morti e una trentina di feriti.
L'incrociatore Honolulu fu attaccato alle 09:20 e colpito da un bombardiere in picchiata che non gli inflisse grossi danni; gli aerei giapponesi sceglievano le navi più grandi, il vecchio incrociatore Raleigh sopravvissuto alla prima ondata venne duramente colpito da un siluro, la nave officina Vestal in fiamme si incagliò contro un banco di coralli, mentre l'Oglala non ebbe la stessa fortuna: le sue linee di giunzione erano state scardinate dall'onda d'urto provocata dal siluro che aveva colpito l'Helena e aveva lentamente iniziato a sbandare; alle 09:30 il capitano Furlong ordinò di abbandonare la nave.
Intanto la Nevada, dilaniata a prua, tentava di prendere il largo: i Val della Kaga la videro all'altezza del molo 1010 e capirono cosa intendeva fare, così tentarono di affondare la corazzata proprio all'imboccatura del porto. Ventitré Val puntarono la corazzata scaricandole addosso una dozzina di bombe. Gravemente danneggiata, la Nevada riuscì comunque a virare a sinistra incagliandosi e lasciando l'imboccatura libera. Il caos regnava nel bacino navale: nafta in fiamme galleggiava verso la California, la Maryland stava lottando per liberarsi dalla stretta dell'Oklahoma che si era capovolta, l'Arizona stava bruciando mentre la Nevada aveva preso il largo ma a un prezzo terribile.
Dopo aver bombardato il porto Egusa e i suoi uomini si diressero verso Wheeler, Hickam ed Ewa per mitragliare i campi di aviazione e gli edifici. Ad Hickam stava già operando il gruppo di Shimazaki che aveva messo a ferro e fuoco la base, l'intervento dei bombardieri di Egusa completò l'attacco: i bombardieri presenti furono gravemente danneggiati e la base resa quasi inservibile. A Kaneohe invece i caccia Zero della Soryu furono contrastati dal fuoco contraereo e venne abbattuto e ucciso il comandante, tenente di vascello Fusata Iida, che si gettò volontariamente con il suo aereo danneggiato contro le installazioni.
Alle 10:00 gli aerei della prima ondata tornarono alle loro rispettive portaerei, sull'isola il governatore Joseph Poindexter dichiarò lo stato di emergenza in tutto il territorio delle Hawaii via radio, ed entro le 10:42 le stazioni radio vennero spente per evitare che i nemici utilizzassero i segnali come guida per gli aerei. Quella notte, come tutte le notti nelle settimane successive, alle Hawaii sarebbe stato imposto l'oscuramento notturno.
Gli aerei statunitensi scampati all'attacco decollarono alla ricerca degli attaccanti, ma senza risultati. Alle 12:30 la polizia di Honolulu e l'FBI fecero irruzione nell'ambasciata giapponese, trovando il personale diplomatico accanto a cestini pieni di cenere e di documenti ancora in fiamme. Alle 11:00 il comandante Fuchida iniziò il suo volo di ricognizione per valutare i danni inflitti alla flotta statunitense per poi dirigersi verso l'Akagi, su cui atterrò alle 13:00 circa. Discusse della possibilità di un terzo attacco con l'ammiraglio Nagumo, ma questi era convinto che si fosse fatto abbastanza e decise di non far partire la terza ondata; alle 16:30 Nagumo ordinò quindi alla forza d'attacco di ritirarsi.

#### La reazione dei caccia statunitensi
Colte completamente di sorpresa, le numerose forze aeree da caccia dell'USAAF presenti nelle Hawaii non poterono dispiegare una difesa efficace; in gran parte i velivoli furono distrutti al suolo e solo un'esigua minoranza di piloti riuscì a decollare ed intraprendere il combattimento contro il nemico. Durante l'attacco della seconda ondata sulla base aerea di Bellows Field, il personale a terra riuscì a preparare per il decollo solo tre P-40 del 44th Pursuit Squadron prima che otto caccia Zero della Hiryu, al comando del tenente di vascello Sumio Nono, arrivassero sulle piste e incendiassero un'autocisterna e due caccia a terra.

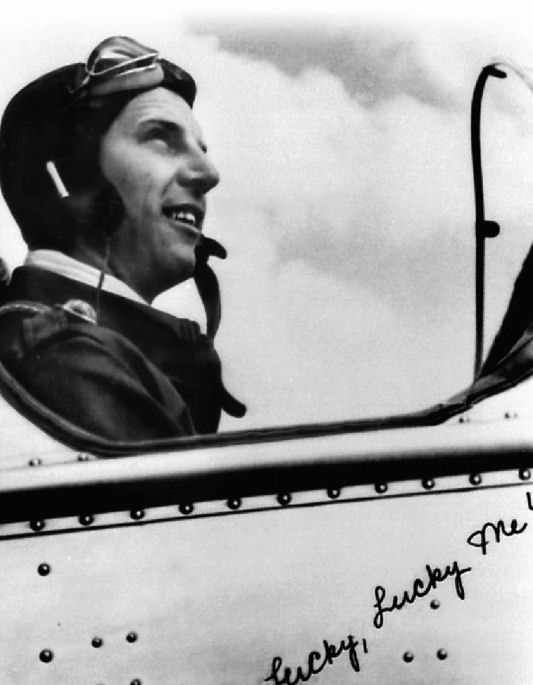
Il sottotenente George Whiteman, abbattuto da caccia Zero a Pearl Harbor, fu il primo pilota dell'USAAF morto in combattimento aereo durante la seconda guerra mondiale

I tenenti statunitensi George Whiteman, Samuel Bishop e Hans Christiansen tentarono finalmente di decollare, ma vennero subito attaccati dai caccia nipponici. Bishop e Whiteman furono abbattuti, mentre iniziavano a salire in quota, dallo Zero del pilota Tsugio Matsuyama: Whiteman rimase ucciso mentre Bishop cadde nell'oceano con il suo velivolo e venne recuperato seriamente ferito; Christiansen invece non riuscì neppure a decollare e venne ucciso dal fuoco degli aerei giapponesi mentre cercava di salire a bordo del suo P-40. Durante l'attacco a Bellows Field i caccia giapponesi persero solo l'aereo del pilota Shigenori Nishikaichi che, molto danneggiato dal fuoco contraereo, fu costretto ad atterrare sull'isola di Nihau dove il pilota, per non cadere prigioniero, si suicidò il 13 dicembre.

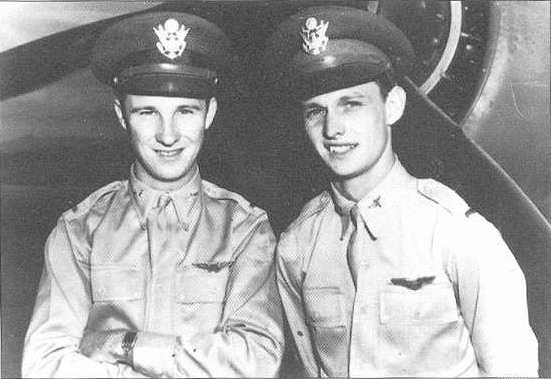
I sottotenenti piloti statunitensi Kenneth Taylor (a sinistra) e George Welch, rivendicarono rispettivamente due e quattro vittorie aeree durante l'attacco di Pearl Harbor

Alle ore 08:30 erano intanto riusciti a decollare con i loro P-40 dalla base secondaria di Haleiwa (non individuata e quindi non attaccata dagli aerei giapponesi) i due sottotenenti Kenneth Taylor e George Welch (appartenenti al 47th Pursuit Squadron), che entrarono coraggiosamente in combattimento e furono artefici dei soli veri successi aerei statunitensi durante l'attacco di Pearl Harbor. Il sottotenente Welch entrò in azione per primo sopra Ewa e intercettò di sorpresa un gruppo di bombardieri Val senza scorta di caccia: due aerei giapponesi furono abbattuti, mentre poco dopo anche Taylor rivendicò la distruzione di due Val e il danneggiamento di un terzo. I due piloti statunitensi, dopo questo primo intervento, fecero rotta su Wheeler Field per rifornirsi di carburante e munizioni.
Da Wheeler Field i due piloti statunitensi, appena riforniti, ripartirono intorno alle ore 09:00 per anticipare la nuova ondata d'attacco giapponese in arrivo sulla base aerea e vennero subito coinvolti in nuovi scontri aerei contro i bombardieri Val della portaerei Kaga. Taylor colpì un aereo giapponese, che rivendicò come probabilmente distrutto, mentre Welch prima respinse l'attacco di un Val contro il suo compagno e poi ne abbatté un altro (quello del tenente di vascello Saburo Makino), che cadde in fiamme. Infine il sottotenente Welch rivendicò la sua quarta ed ultima vittoria della giornata mentre si dirigeva su Ewa, abbattendo un Val che vide discendere presso Barbers Point.
Durante l'attacco della seconda ondata anche altri caccia statunitensi riuscirono a decollare ed impegnarono il combattimento: a Wheeler Field alle ore 08:50 (nella breve pausa tra i due attacchi) gli statunitensi riuscirono a preparare quattro P-36 del 46th e 45th Pursuit Squadron ed il tenente Lewis Sanders prese il volo subito insieme con i sottotenenti John Thacker, Phil Rasmussen e Gordon Sterling, dirigendo verso est per intercettare gli aerei nemici segnalati su Kanehoe e Bellows. I quattro caccia statunitensi attaccarono sopra Kanehoe i caccia Zero della Soryu, che si stavano raggruppando con i Kate della Shokaku; si svilupparono scontri confusi, durante i quali il sottotenente Sterling abbatté lo Zero del pilota Saburo Ishii prima di essere a sua volta colpito e ucciso dal guardiamarina Iyozō Fujita. Rasmussen distrusse lo Zero del pilota Sun Atsumi ma venne subito attaccato da altri caccia nemici e tornò alla base con il suo caccia pesantemente danneggiato, Sanders affrontò vari duelli senza molto successo, mentre il sottotenente Thacker, per un difetto tecnico delle sue armi di bordo, dovette presto rientrare a Wheeler Field.
Infine alle ore 09:00 decollò da Haleiwa un ultimo gruppo di caccia P-36 e P-40: prima partirono i tre aerei dei sottotenenti Harry Brown, Robert Rogers e John Dains e poi i caccia dei piloti Webster e Moore. Questi aerei intercettarono una formazione di Val della Hiryu in fase di ritorno sopra Kaena Point; negli scontri il caccia di Rogers rimase danneggiato, il sottotenente Brown riuscì ad abbattere un Val, mentre gli altri piloti non ottennero risultati. Inoltre sopra Wheeler Field, per un errore di identificazione, il caccia del sottotenente John Dains venne colpito ed abbattuto dal fuoco amico e il pilota rimase ucciso.

#### Ulteriori episodi
Durante l'attacco giapponese su Pearl Harbor si verificarono anche altri scontri aerei e una serie di incidenti, che causarono ulteriori perdite alle forze statunitensi, coinvolte in una serie di incontri fortuiti con le ondate aeree nipponiche in arrivo sulle Hawaii. La mattina del 7 dicembre alle ore 06:18 era decollata dalla portaerei Enterprise, in navigazione di ritorno a sud-ovest delle isole dopo aver trasferito caccia F4F Wildcat dei Marines sull'isola di Wake, una serie di formazioni di bombardieri SBD Dauntless, incaricati dall'ammiraglio Halsey di effettuare ricognizioni di addestramento su un settore semicircolare di 180° su una distanza di 150 miglia e poi atterrare a Oahu. Questi 18 SBD, divisi in nove gruppi di due aerei ciascuno, arrivarono sopra le Hawaii proprio durante l'attacco della prima ondata giapponese e, del tutto ignari dei fatti, furono impegnati a sorpresa in una serie di combattimenti aerei contro i caccia nipponici.

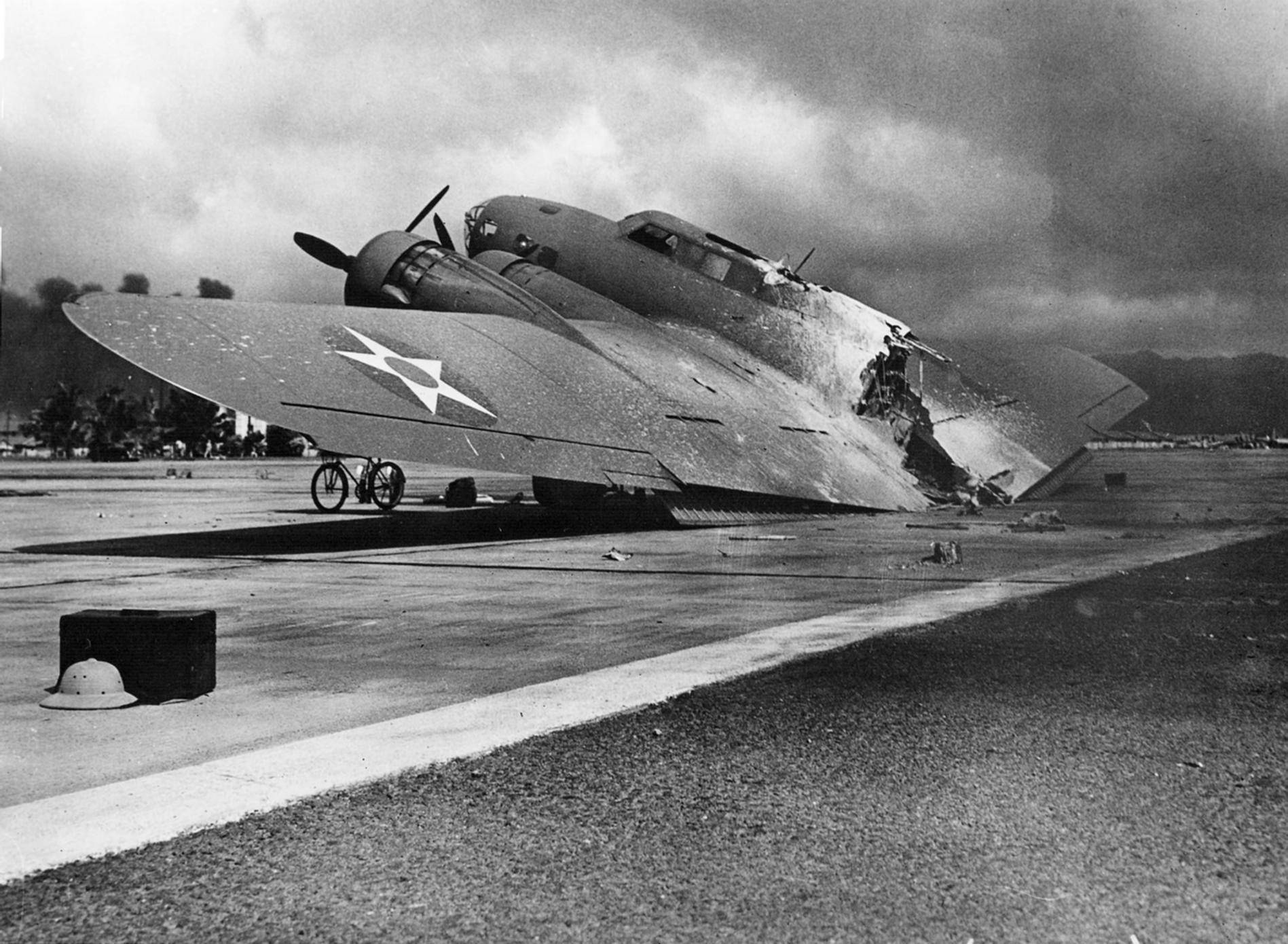
Rottami di un B-17 Flying Fortress vicino l'hangar 5 della base aerea di Hickam Field

I primi a entrare in contatto con il nemico furono gli SBD guidati dal capitano di corvetta Young e dal tenente di vascello Vogt; il primo, dopo una serie di peripezie, riuscì ad atterrare sano e salvo su Ford Island mentre l'aereo di Vogt entrò in collisione con uno Zero e cadde a sud-est di Ewa, provocando la morte dei due aviatori. Subito dopo arrivarono su Ewa i due SBD dei tenenti di vascello Dickinson e McCarthy, che furono attaccati e abbattuti in mare da un gruppo di cinque Zero della portaerei Kaga, mentre alle ore 08:25 giunsero da nord-ovest gli SBD dei piloti Patriarca e Willis, che incapparono negli Zero della Kaga e della Soryu; Patriarca riuscì a trovare scampo sull'isola di Kauai, mentre l'aereo di Willis scomparve dal cielo, vittima dei caccia giapponesi.
Nei minuti successivi anche le altre coppie di SBD arrivarono separatamente sui cieli delle Hawaii e dovettero battersi duramente per evitare i caccia nemici ed anche il fuoco della contraerea statunitense; andarono persi ancora i Dauntless dei guardiamarina Gonzalez e Deacon, mentre gli SBD dei piloti Weber, Gallaher, West, Roberts, Hilton e Kroeger riuscirono ad atterrare in salvo dopo molte difficoltà. In totale gli statunitensi persero quindi sei SBD, mentre gli Zero giapponesi rivendicarono sette vittorie aeree, di cui tre assegnate al pilota Isao Doikawa della Kaga e due al pilota Shinishi Suzuki della Soryu.
Alle ore 08:10 anche i dodici bombardieri pesanti B-17 del 38th e 88th Reconnaissance Squadron, provenienti dalla California e destinati a trasferirsi dopo lo scalo alle Hawaii nelle Filippine, arrivarono nei cieli sopra Hickam Field e finirono in mezzo alle formazioni giapponesi. Gli Zero della portaerei Kaga li attaccarono subito: il B-17 del tenente Robert Richard subì danni, ma riuscì ad atterrare con tre feriti a bordo sul campo di Bellows Field, mentre gli altri velivoli riuscirono, quasi tutti danneggiati, a posarsi su Hickam Field o su Haleiwa. Il B-17 del capitano Raymond Swenson venne colpito al suolo dal fuoco delle mitragliatrici dei caccia giapponesi e rimase distrutto dalle esplosioni.
Infine nella tarda serata un ultimo tragico incidente concluse la giornata in modo disastroso per gli statunitensi: sei caccia F4F Wildcat della portaerei Enterprise, impegnati in una missione di ricerca del nemico al comando del tenente di vascello Hebel, si portarono, dopo varie indecisioni, sull'isola di Oahu per atterrare, dopo aver informato le autorità a terra. Il contrammiraglio Bellinger in effetti preavvertì le postazioni difensive statunitensi dell'arrivo di questi caccia, tuttavia la contraerea aprì ugualmente il fuoco, bersagliando i caccia F4F in fase di atterraggio. Quattro caccia furono abbattuti, il tenente Hebel ed i piloti Menges e Allen rimasero uccisi; anche gli altri due velivoli subirono seri danni.

#### La rinuncia della terza ondata

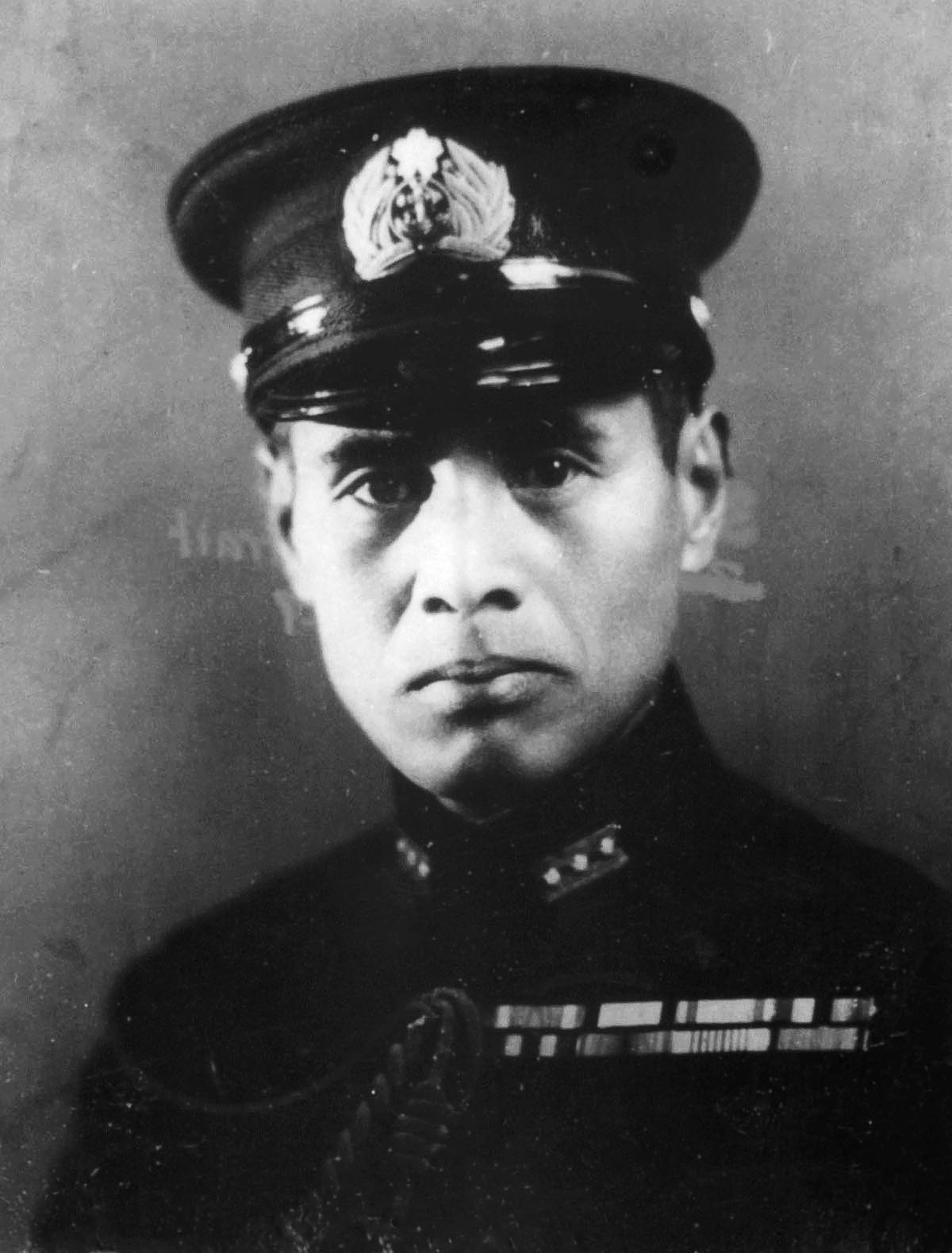
Il capitano di fregata Minoru Genda, esperto di aviazione navale e principale pianificatore dell'operazione Z

Nonostante le insistenze di numerosi giovani ufficiali, fra i quali gli ideatori dell'attacco, Mitsuo Fuchida e Minoru Genda, l'ammiraglio Nagumo decise di rinunciare a lanciare una terza ondata per bombardare i serbatoi di carburante ed i depositi di siluri a terra e alle ore 13:30 la flotta giapponese, dopo aver recuperato tutti i suoi aerei, invertì la rotta. L'ammiraglio Nagumo addusse una serie di motivi per la sua rinuncia ad una terza ondata:
- la reazione dell'artiglieria contraerea statunitense era divenuta più efficace nel corso della seconda ondata: due terzi delle perdite di velivoli giapponesi si erano verificate nel corso di questa ondata ed il rischio di una terza ondata era quello di perdere una percentuale elevata della forza aerea;[136]
- la posizione delle portaerei statunitensi era al momento ancora sconosciuta e gli aerei imbarcati nemici avrebbero potuto attaccare da un momento all'altro. Inoltre non era noto il numero totale di aerei da combattimento presenti nelle basi dell'arcipelago ed alcuni dispacci intercettati riferivano di 50 aerei ancora efficienti sull'isola;[136]
- il lancio di una terza ondata avrebbe richiesto tempi di preparazione tali da condurre ad un rientro dei velivoli a bordo delle portaerei nelle ore notturne, esperienza che fino a quel momento nessuna marina al mondo aveva ancora fatto;
- le scorte di carburante della flotta di attacco non avrebbero consentito una permanenza troppo lunga nelle acque del Pacifico a nord delle Hawaii, il che comportava il rischio di dover lasciare indietro alcune navi da battaglia;
- Nagumo era convinto che i risultati raggiunti avessero sostanzialmente soddisfatto le aspettative della missione;[136]
- Era pratica comune nella marina giapponese privilegiare la conservazione della forza di combattimento rispetto al vantaggio di una distruzione totale dell'obiettivo.

### Il tentativo di inseguimento
L'Enterprise, scortata dall'incrociatore Indianapolis, si mise alla ricerca della squadra giapponese, lanciando i suoi aerei a sud-ovest di Oahu durante la giornata del 7; dopo essere rientrata nella notte a Pearl per rifornirsi, l'8 dicembre pattugliò ancora la zona a sud-ovest delle isole come deterrente ad altri attacchi. In questa data al gruppo si unì la Task Force 12, composta dalla Lexington e dalla sua scorta, che aveva interrotto la sua missione di rinforzo verso Midway facendo rotta verso sud-sudest. Nel prosieguo della caccia ad est, gli aerei della Enterprise il 10 dicembre 1941 rilevarono ed affondarono il sommergibile giapponese I-70 alle coordinate 23°45′N 155°35′W, ma non trovarono traccia della squadra nipponica dell'ammiraglio Nagumo, che fino al 12 dicembre mantenne rotta a nord-nordovest fino quasi al 40º parallelo, per poi dirigersi verso Tokyo dove arrivò il 23 dicembre, tranne le navi della 2ª Divisione portaerei, Hiryu e Soryu, e dell'8ª Divisione incrociatori (Tone e Chikuma) che, al comando del contrammiraglio Hiroaki Abe, si diressero il 16 dicembre verso Wake, dove parteciparono con successo alla conquista della piccola isola, la cui guarnigione aveva respinto il primo attacco giapponese.

## Conseguenze
(Frase pronunciata dall'ammiraglio statunitense William Halsey dopo l'attacco di Pearl Harbor.)

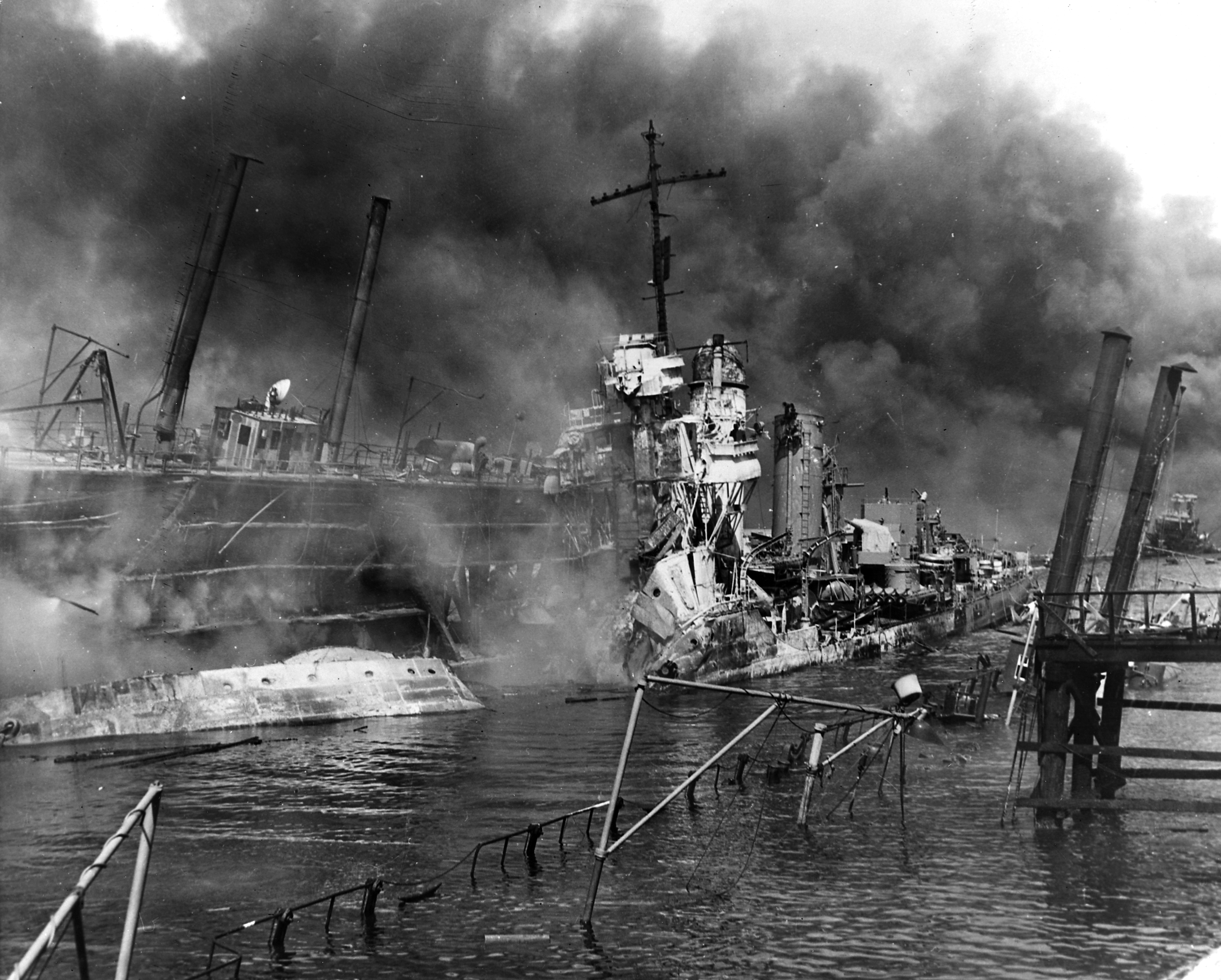
La a secco con la prua letteralmente strappata via dalle esplosioni. In lontananza si può notare la danneggiata.

L'attacco di Pearl Harbor comportò importanti vantaggi per il Giappone. Neutralizzata temporaneamente la flotta del Pacifico, i giapponesi poterono portare avanti le operazioni nel Pacifico sud-occidentale senza serie interferenze navali, mentre la stessa forza d'attacco delle portaerei si rese disponibile per svolgere un ruolo di appoggio e copertura a Wake, nelle Indie olandesi e nell'Oceano Indiano. Durante l'attacco non fu possibile colpire le portaerei statunitensi, che invece costituivano l'obiettivo principale e che ebbero un ruolo decisivo nelle successive battaglie.
L'attacco non aveva inoltre colpito i serbatoi di petrolio e le installazioni, la cui distruzione avrebbe molto ridotto la capacità statunitense di riorganizzarsi, in quanto Pearl Harbor era l'unica base nel Pacifico occidentale dotata delle strutture logistiche idonee ad ospitare l'intera flotta; in particolare, i due grandi bacini di carenaggio N.1 e N.2 (in grado di ospitare anche le più grosse corazzate in servizio nella US Navy) erano intatti, così come i due minori a loro vicini ed il bacino galleggiante YFD-2, il primo avendo resistito ai tentativi giapponesi di sfondare le paratie con la USS Pennsylvania e i due cacciatorpediniere Cassin e Downes dentro e il secondo essendo vuoto e allagato al momento dell'attacco; nel Dry-Dock N.2 subito dopo verrà ricoverato l'incrociatore Helena, silurato durante l'attacco. Infine l'attacco, essendo stato sferrato di sorpresa, prima di una dichiarazione ufficiale, suscitò negli Stati Uniti un'ondata d'indignazione e l'opinione pubblica si schierò unanimemente al fianco del presidente Roosevelt, animata da una violenta collera nei confronti del Giappone.

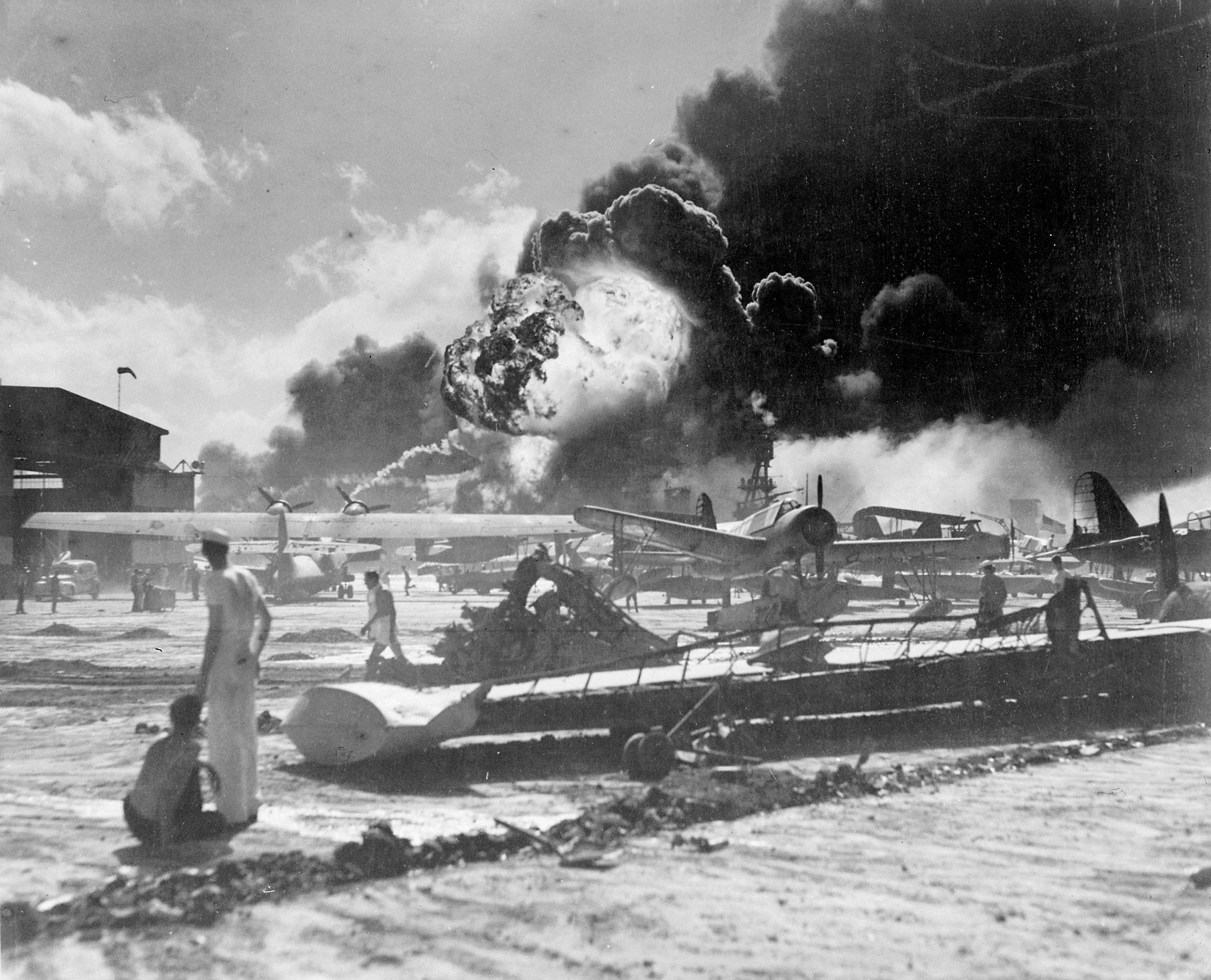
Aerei statunitensi danneggiati a Ford Island, sullo sfondo le fiamme dell'

I risultati conseguiti dai giapponesi furono comunque notevoli. Tutte le corazzate furono gravemente danneggiate, altre navi furono colpite. I piloti della Akagi riferirono di aver colpito con bombe quattro corazzate, di aver messo a segno undici siluri e di aver danneggiato un incrociatore; molti aerei statunitensi erano stati distrutti a Hickham ed a Ewa. I piloti della Kaga riferirono di otto siluri andati a segno contro tre corazzate, i suoi bombardieri d'alta quota danneggiarono a poppa l'Arizona, colpirono due volte la West Virginia e una volta la Tennessee. Gli aerosiluranti colpirono la West Virginia, l'Oklahoma e la Nevada, i bombardieri in picchiata mandarono a segno colpi sulla West Virginia e la Maryland e colpirono per otto volte la Nevada.
I piloti della Hiryu e della Soryu riferirono di sei siluri andati a segno contro una corazzata con albero a gabbia, di altri tre contro una corazzata e di uno contro un incrociatore. Sei colpi centrarono l'incrociatore pesante Helena e i bombardieri colpirono anche degli incrociatori leggeri e un cacciatorpediniere. A Wheeler Field furono incendiati venti velivoli e distrutti quattro hangar; a Ewa furono distrutti sessanta velivoli, mentre a Kaneohe dieci. Gli aerei della Shokaku e della Zuikaku riferirono di aver distrutto due hangar per idrovolanti e uno per bombardieri a Ford Island. A Kaneohe avevano colpito circa cinquanta idrovolanti e il loro hangar, avevano dato alle fiamme l'80% degli hangar di Wheeler Field, distrutto tre aerei a Bellows e incendiato sette hangar a Hickam.
La confusione causata dall'attacco e le alte nubi di fumo, che si alzavano dalle navi e dalle strutture incendiate, fecero sì che spesso i comandanti giapponesi riportassero notizie esagerate, ma nel complesso gli attacchi avevano avuto successo.
I giapponesi sopravvalutarono le difese dell'isola e, dopo la seconda ondata, non vollero rischiare un terzo attacco aereo, cosa della quale Yamamoto si pentì col tempo, nonostante avesse appoggiato inizialmente Nagumo.
Alle 5:05 (ora del Giappone), l'ammiraglio Nagumo confermò alle supreme autorità militari il kishu-seiko, il successo dell'attacco di sorpresa. Sette ore più tardi il Mikado appose il sigillo imperiale al rescritto che proclamò lo stato di guerra con gli Stati Uniti d'America.
L'8 dicembre del 1941 il Congresso degli Stati Uniti dichiarò guerra al Giappone, con il solo voto contrario di Jeannette Rankin. Il presidente Roosevelt comunicò la decisione di entrare in guerra, pronunciando un discorso che iniziò con la frase:
(Franklin Delano Roosevelt)
L'attacco a Pearl Harbor e le operazioni concomitanti nel sud est asiatico e in Melanesia fecero entrare in guerra il Giappone con gli Stati Uniti, l'Impero britannico, il Regno dei Paesi Bassi e i loro numerosi alleati; un conflitto molto impegnativo per le risorse, tutto sommato limitate e già logorate nella guerra con la Cina, dell'Impero nipponico. Grazie alla determinazione ed al coraggio fanatico le forze giapponesi, sfruttando anche la carenza di mezzi Alleati a causa degli impegni della guerra in Europa, riuscirono ad effettuare una grande espansione territoriale nel 1941-1942, ma non poterono comunque evitare la sconfitta finale. Un'altra conseguenza dell'attacco di Pearl Harbor fu che i giapponesi residenti negli Stati Uniti, o con cittadinanza statunitense, vennero obbligati a lasciare le loro abitazioni e a trasferirsi nei vicini campi di internamento: già poche ore dopo l'attacco le personalità nippo-statunitensi più in vista vennero prelevate e portate in campi di massima sicurezza, come quello dell'Isola Sand, situato all'ingresso del porto di Honolulu, o quello di Kilauea, nell'Isola di Hawaii. In seguito all'Executive Order 9066, firmato dal presidente Roosevelt il 19 febbraio 1942, più di 110000 nippo-statunitensi vennero ricollocati in campi di internamento costruiti in California, Idaho, Utah, Arizona, Wyoming, Colorado e Arkansas.

### Perdite statunitensi

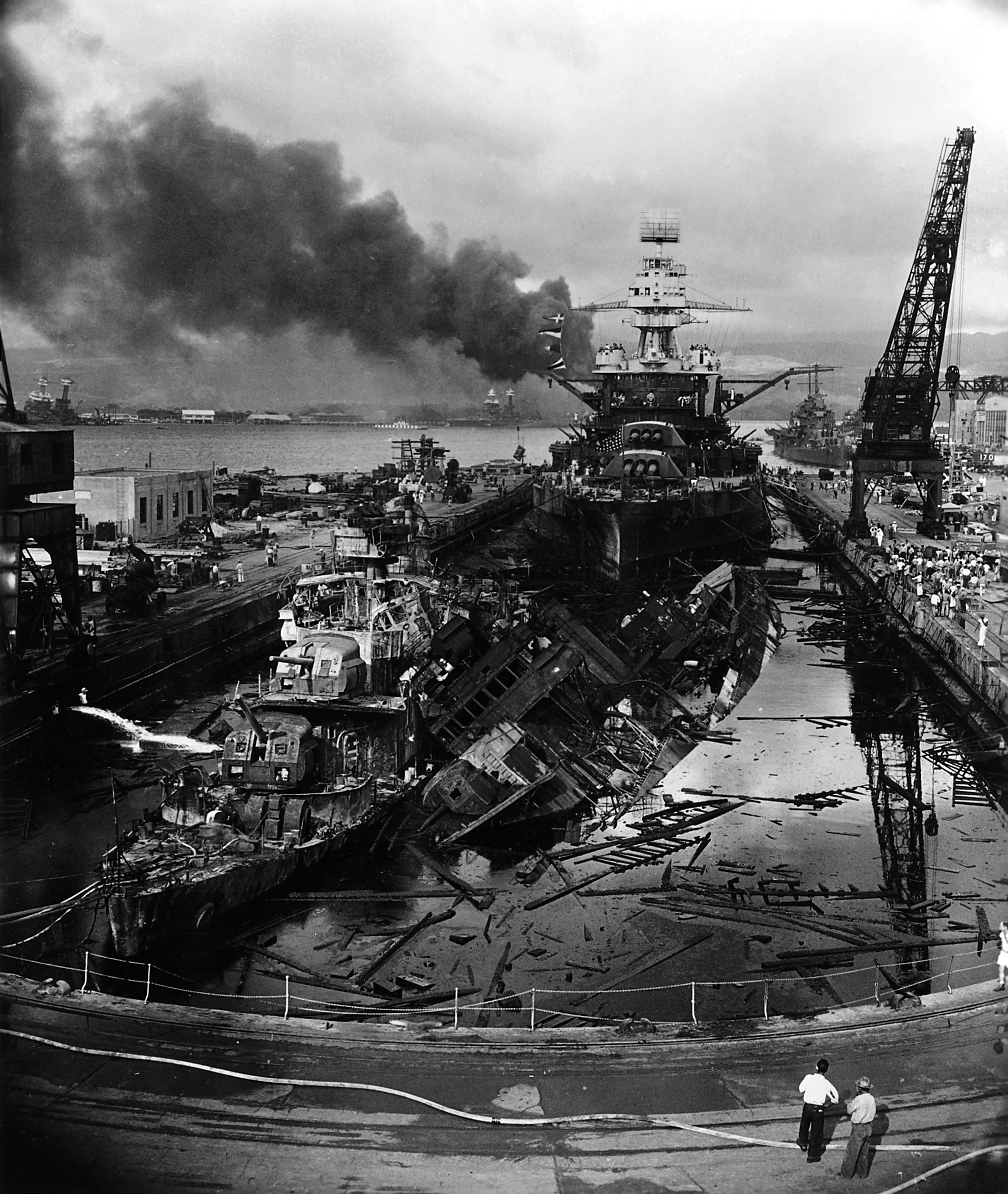
Ricoverate in uno dei bacini di carenaggio, in primo piano la USS Cassin (a destra) e la USS Downes distrutte dopo l'attacco, in secondo piano la USS Pennsylvania

Su 96 navi statunitensi, tre corazzate furono distrutte o capovolte in maniera irrimediabile (Arizona, Oklahoma e l'ex-corazzata poi nave bersaglio Utah), 6 navi furono affondate, rovesciate o arenate, seppur recuperabili (le corazzate California, West Virginia e Nevada, il posamine Oglala, i cacciatorpediniere Cassin e Shaw), 7 navi furono gravemente danneggiate (la corazzata Pennsylvania, la nave officina Vestal, la nave appoggio idrovolanti Curtiss, gli incrociatori Raleigh, Helena e Honolulu e il cacciatorpediniere Downes), 2 mediamente danneggiate (le corazzate Tennessee e Maryland) e 4 danneggiate lievemente (3 incrociatori e il cacciatorpediniere Helm).
Sui campi d'aviazione di Oahu furono distrutti 151 aerei; in volo gli statunitensi persero dieci aerei (sei SBD Dauntless, due P-40, un P-36 e un B-17) abbattuti dai caccia giapponesi. Le perdite umane ammontarono a 2 403 morti statunitensi (2 008 della marina, 109 dei Marines, 218 dell'esercito, 68 civili) e 1 178 feriti.

### Perdite giapponesi
Secondo i calcoli di Tokyo i giapponesi persero 29 aerei (9 caccia, 15 bombardieri e 5 aerosiluranti): dieci di questi aerei furono distrutti dai caccia statunitensi (sette Val e tre Zero); inoltre i nipponici persero anche un grande sommergibile e tutti e cinque i sommergibili tascabili. I morti da parte nipponica furono: 59 aviatori, 121 marinai del grande sommergibile e 9 marinai degli equipaggi dei sommergibili tascabili.

## Ricerca delle responsabilità e teorie cospiratorie
Subito dopo l'attacco di Pearl Harbor sorsero polemiche e dubbi sullo svolgimento dei fatti e sulle responsabilità politiche e militari dell'accaduto; sul momento la commissione Roberts (la prima delle otto che nel corso degli anni si sono occupate dei fatti di Pearl Harbor) ritenne gravemente negligenti e colpevoli di scarsa preparazione soprattutto gli ammiragli Stark e Kimmel e il generale Short che vennero tutti sostituiti. Peraltro il successore di Kimmel, ammiraglio Chester Nimitz, difese in parte il collega affermando che era stata una fortuna per gli USA il mancato intervento della flotta contro la forza d'attacco giapponese che, essendo nettamente superiore, avrebbe potuto distruggere tutte le navi statunitensi in alto mare.
Il Congresso istituì una commissione di inchiesta nel 1946 che tenne una serie di approfondite sedute che si conclusero con la conferma delle responsabilità militari dei comandanti sul posto, ma anche dei dirigenti a Washington, in particolare Knox, Stark, Marshall e lo stesso Roosevelt, colpevoli di aver sottovalutato la minaccia. Un'altra corrente di pensiero ritenne molto dubbio l'andamento della vicenda e non accettò la versione ufficiale; guidata dal contrammiraglio Robert Theobald, accusò soprattutto Roosevelt di aver favorito l'attacco nemico, negando, pur essendo informato dettagliatamente dei progetti giapponesi tramite il sistema Magic, notizie dell'attacco all'ammiraglio Kimmel. Tale tesi sembrò in parte confermata dalla politica intransigente verso il Giappone portata avanti da Roosevelt e Hull e dall'atteggiamento di calma e serenità del Presidente alla notizia dell'attacco, che in pratica risolveva i suoi problemi con l'opinione pubblica statunitense e rendeva inevitabile l'entrata in guerra degli Stati Uniti. La tesi cospirazionista del contrammiraglio Theobald venne respinta negli anni sessanta e settanta da vari studiosi che confermarono piuttosto le conclusioni della commissione congressuale e ritornarono alla teoria della mancanza di vigilanza e dell'eccessivo ottimismo degli statunitensi. Inoltre venne sottolineato come i documenti decodificati da Magic non facevano riferimento a Pearl Harbor, che i codici navali della flotta giapponese non erano ancora stati decifrati nel dicembre 1941 e che le portaerei, essendo avanzate in totale silenzio radio, non erano state identificate dal servizio informazioni statunitense.
Nel 2000 il fotografo Robert Stinnett, dopo un lungo lavoro di ricerca, ha riproposto la teoria della cospirazione architettata da Roosevelt e i suoi collaboratori per indurre i giapponesi ad attaccare Pearl Harbor; le tesi di Stinnett in sintesi sono che Roosevelt avrebbe applicato un piano per provocare l'attacco giapponese contro gli Stati Uniti e che all'ammiraglio Kimmel sarebbe stato impedito di condurre esercitazioni che avrebbero fatto scoprire la flotta giapponese in arrivo, flotta che in realtà, secondo Stinnett, non avrebbe mantenuto il silenzio radio e, anzi, i suoi messaggi sarebbero stati intercettati e decifrati dai servizi statunitensi. Il lavoro di Stinnett è stato tuttavia fortemente criticato da altri studiosi, che lo hanno smentito in vari modi, e le sue deduzioni sono state ritenute non esatte.
I servizi segreti britannici e dell'FBI avevano delle informative su possibili attacchi a quasi tutte le installazioni militari statunitensi (sabotaggi, attacchi aerei o navali, spionaggio) attribuite alle potenze dell'Asse o all'URSS (percepita già dai servizi informativi dell'FBI come la maggiore minaccia). La possibilità di un attacco a Pearl Harbor arrivò a J. Edgar Hoover, l'allora direttore dell'FBI, attraverso dei contatti informali con i servizi segreti britannici, che passarono agli USA il loro agente Dušan Popov, al servizio dei tedeschi ma in realtà doppiogiochista schierato con gli Alleati. Popov informò i suoi superiori sull'attenzione mostrata dai giapponesi verso l'attacco di Taranto e le installazioni militari alle Hawaii. In ogni caso l'FBI non ritenne Popov affidabile e non prese in considerazione le sue soffiate, ostinandosi inoltre a non collaborare con i servizi segreti britannici. Subito dopo l'attacco Hoover si accorse di aver commesso un grave errore, diventando uno dei registi occulti delle teorie cospirative contro Roosevelt in modo da creare una cortina di nebbia attorno alla propria negligenza.

## L'attacco nella cultura di massa

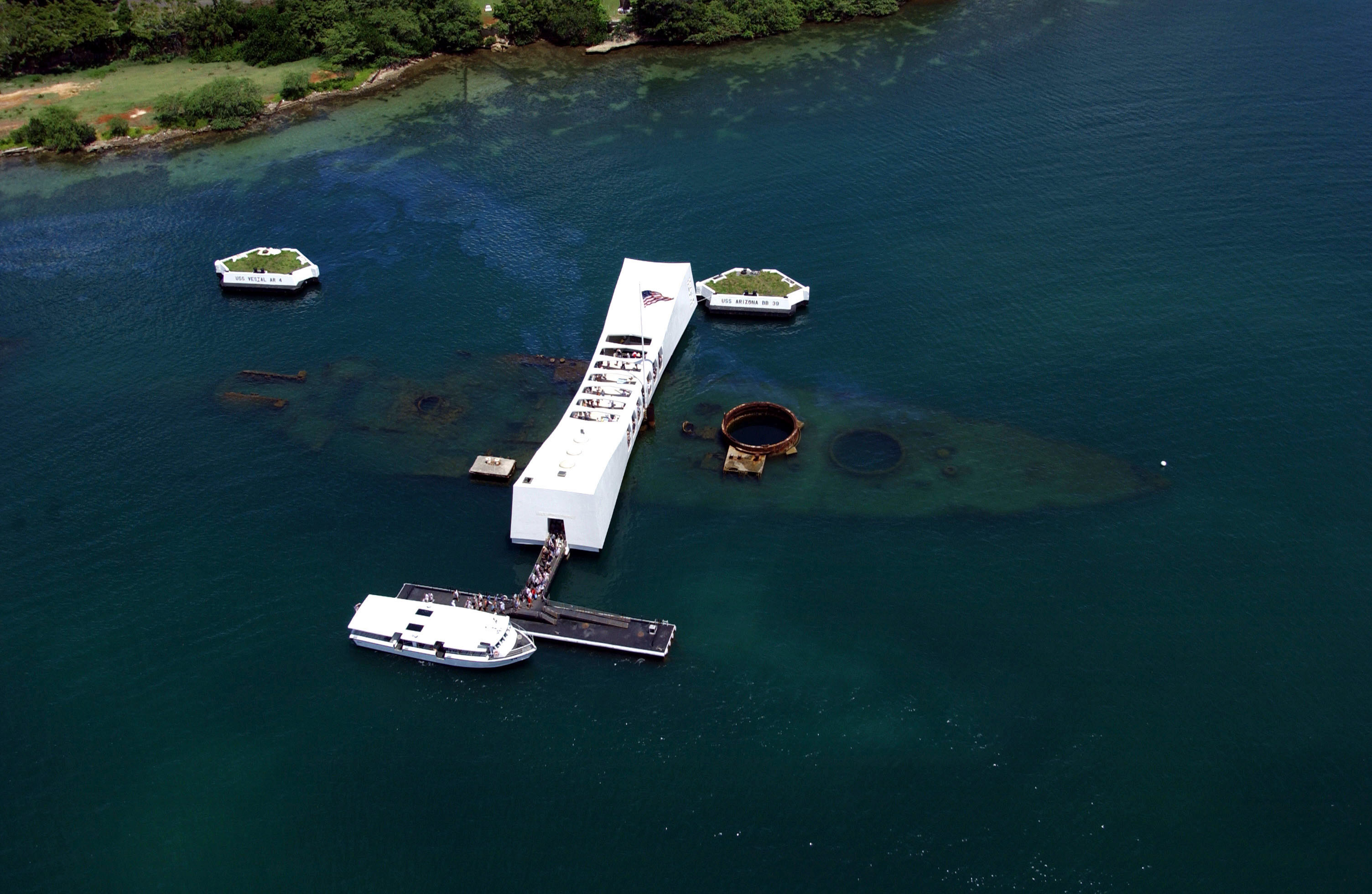
Lo USS Arizona Memorial visto dall'alto, col tendone posto trasversalmente allo scafo immerso

### Memorialistica
Il ricordo dell'attacco giapponese del 7 dicembre 1941 è rappresentato dal monumento denominato "USS Arizona Memorial"; esso è costituito dal relitto della corazzata, immerso in pochi metri d'acqua, sormontato da una struttura fissa che ne permette la visione. Subito dopo l'affondamento le torri corazzate della nave vennero rimosse, insieme ai torrioni di comando e a parte della sovrastruttura, e il relitto debitamente segnalato; questo, nel 1962, venne reso visibile mediante la costruzione di un pontile coperto che attraversa trasversalmente lo scafo, e il monumento, accessibile solo con battelli, è visitato in media da un milione di ospiti all'anno.
Sulla terraferma, sempre nella baia, si trova l'edificio dell'USS Arizona Memorial Visitor Center, un monumento inaugurato nel 1980 e contenente lapidi con i nomi dei marinai che persero la vita sulla nave durante l'attacco. Il 7 dicembre è ricordato come "il giorno dell'infamia" e le scuole ed istituzioni statunitensi issano la bandiera a mezz'asta, anche se il giorno non è considerato festa nazionale.